# Brasileiros brancos
Os brasileiros brancos, de acordo com o censo de 2022 do IBGE, formavam 43,46% da população do Brasil, com 88.252.121 pessoas, em um total de 203.080.756 habitantes. No mesmo censo, 92.083.286 se declararam pardos (45,34%) e 20.656.458 se declararam pretos (10.17%). Os brancos estão presentes em todo o território brasileiro e em 2015 deixaram de ser maioria no país, sendo superados pela população parda.
Na estimativa de 2012, os brancos ainda eram maioria, representando 46,6% da população, os pardos eram 45,3% e os pretos eram 7,4%. Em 2016, a população brasileira estimada pelo IBGE era de 205,5 milhões de habitantes. A população que se declarou branca foi de 90,9 milhões de pessoas (44,2%) e os que se declararam pardos foram 95,9 milhões de pessoas (46,7%). Já os que se declararam pretos foram 16,8 milhões de pessoas (8,2%).
Na estimativa populacional de 2017, a população que se declarou branca foi de 90,38 milhões (43,6%), enquanto os que se declaram pardos foram 96,9 milhões (46,8%). A mesma estimativa apontou também que nas regiões Sul e Sudeste, predominava a população branca (75,6% e 51,2%, respectivamente). Os estados de Santa Catarina, Rio Grande do Sul, Paraná e São Paulo são os únicos estados do país onde a população branca é maioria em todas as regiões superando os 50%. Os brancos também podem ser encontrados com uma porcentagem que supera os 50% em algumas áreas do Rio de Janeiro, Mato Grosso do Sul, Minas Gerais, Espírito Santo, Goiás, Mato Grosso e Rio Grande do Norte.
Os brasileiros brancos são as pessoas que assim se declaram e se veem. A principal ancestralidade dos brasileiros brancos atuais é portuguesa. Historicamente, os portugueses foram os europeus que mais imigraram para o Brasil: estima-se que, entre 1500 e 1808, 500.000 deles foram morar no Brasil, e foram praticamente o único grupo europeu a se ter estabelecido definitivamente na colônia. E, mesmo após a independência, os portugueses estavam entre as nacionalidades que mais imigraram para o Brasil. Nos séculos XIX e XX, outros europeus imigraram para o Brasil e, atualmente, milhões de brasileiros também são descendentes de italianos, de espanhóis, de alemães e de outras nacionalidades minoritárias.
Os brasileiros brancos, em geral, não são descendentes somente de europeus, mas também de africanos e de indígenas, conforme comprovam os estudos históricos e antropológicos, bem como análises de marcadores genéticos. Isso porque, entre os colonos europeus no Brasil, sempre houve mais homens que mulheres, e os homens brancos frequentemente tinham que procurar companheiras de origem africana ou indígena. Após séculos de miscigenação e contínua imigração europeia, formou-se no Brasil uma população "branca por definição", cuja ancestralidade é complexa e heterogênea. Assim, no Brasil, normalmente é reconhecida como "branca" a pessoa que tem uma aparência física mais próxima da europeia, e o fato de a pessoa ter sabida ancestralidade africana e indígena não impede que ela seja vista e veja a si mesma como branca.

## O conceito de branco no Brasil
O conceito de "branco" no Brasil é diferente daquele que prevalece em outros países. Nos Estados Unidos, historicamente são consideradas como brancas as pessoas com ascendência exclusivamente europeia. No Brasil, isso não existe. Segundo uma pesquisa do ano 2000 feita no Rio de Janeiro, 52% dos entrevistados que se classificaram como brancos admitiram que tinham antepassados africanos ou indígenas. Assim, no Brasil, é normal que as pessoas saibam que têm ancestralidade negra ou indígena, e mesmo assim se vejam como brancas.
No Brasil, foi historicamente impossível a formação de uma população branca de ascendência exclusivamente europeia. Nos primeiros séculos de colonização, praticamente somente homens portugueses imigraram para o Brasil, uma vez que as mulheres portuguesas eram muitas vezes impedidas de imigrar. Devido a esse desequilíbrio entre os sexos, os colonos portugueses frequentemente tiveram de relacionar-se com mulheres indígenas ou com negras africanas, dando origem a uma população extremamente miscigenada. Esse fenômeno foi seguido pelo denominado acasalamento preferencial: alguns filhos de um homem branco com uma mulher negra, por exemplo, nasciam com traços físicos mais europeus, ao passo que outros nasciam com traços mais africanos. Os irmãos com traços mais europeus tendiam a casar-se com outras pessoas igualmente claras e eram vistos como "brancos", enquanto que os irmãos com traços mais africanos tendiam a casar-se com pessoas igualmente escuras e eram vistos como "negros". Assim, formou-se no Brasil uma população "clara", mas com significativa ancestralidade africana, assim como uma população "escura" com significativa ancestralidade europeia, sendo a aparência física um fator fraco para determinar a origem genética da população.
No final do século XIX, quando as ideias de eugenia racial chegaram ao Brasil, uma segregação racial extrema, nos moldes dos Estados Unidos ou da África do Sul, que separasse os "brancos" dos "não brancos", foi considerada impraticável, pois isso excluiria inclusive muitos membros da elite brasileira.
Assim, no Brasil, as classificações raciais são mais flexíveis e baseadas primordialmente nas características físicas da pessoa, como cor da pele, tipo de cabelo e outros traços físicos, tendendo a identificar como "branca" a pessoa que tem a pele mais clara. No Brasil, é possível que irmãos, filhos dos mesmos pais, sejam classificados como racialmente diferentes, se tiverem tons de pele contrastantes. Historicamente, ser branco no Brasil era visto como um elemento facilitador, que ajudaria na mobilidade social. No Brasil, um mulato de pele escura pode até mesmo ser considerado branco, se ele for rico e bem educado (a relação entre riqueza e brancura no país, enfatizada por alguns autores).
O conceito de quem é branco também varia geograficamente: nas regiões brasileiras onde os brancos são minoria, os pardos de pele mais clara são mais facilmente vistos como "brancos" do que nas regiões com maior proporção de brancos. Devido ao histórico estigma e preconceito construídos no país em relação às populações negras e indígenas, o conceito de brancura no Brasil é ainda mais complexo, pois muitos brasileiros com traços mestiços afirmam ser brancos, acreditando que isso lhes agrega maior valor. Em O Povo Brasileiro, o antropólogo Darcy Ribeiro chegou mesmo a afirmar que a maioria dos brasileiros que dizem ser brancos seriam "mestiços" ou "pardos".

## História

### Colonização portuguesa

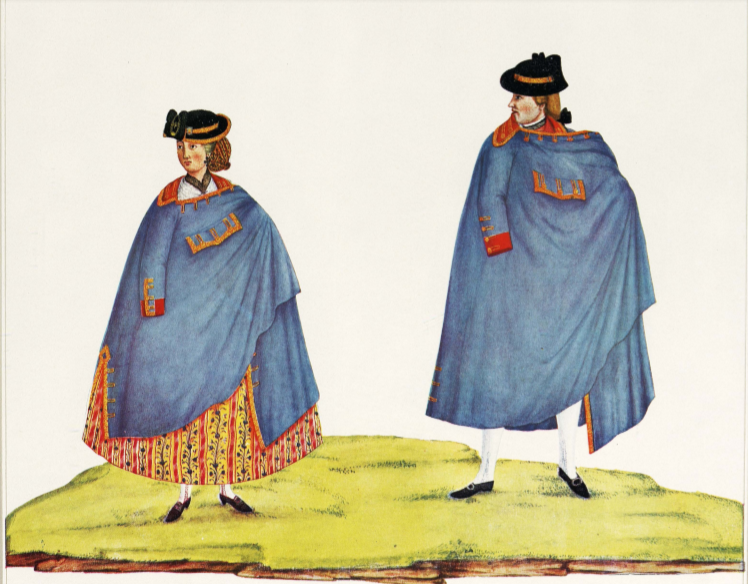
Homem e mulher do Brasil colonial (obra de Carlos Julião).

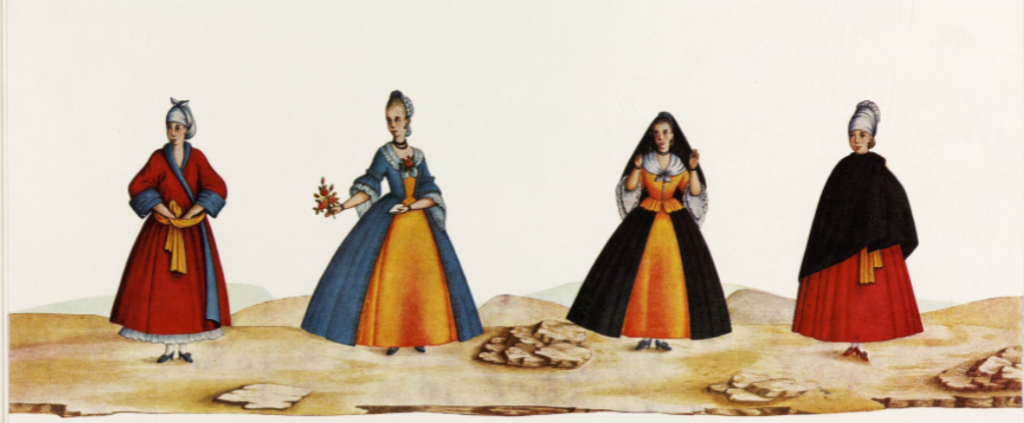
Vestimentas das mulheres brancas do Rio de Janeiro colonial (obra de Carlos Julião).

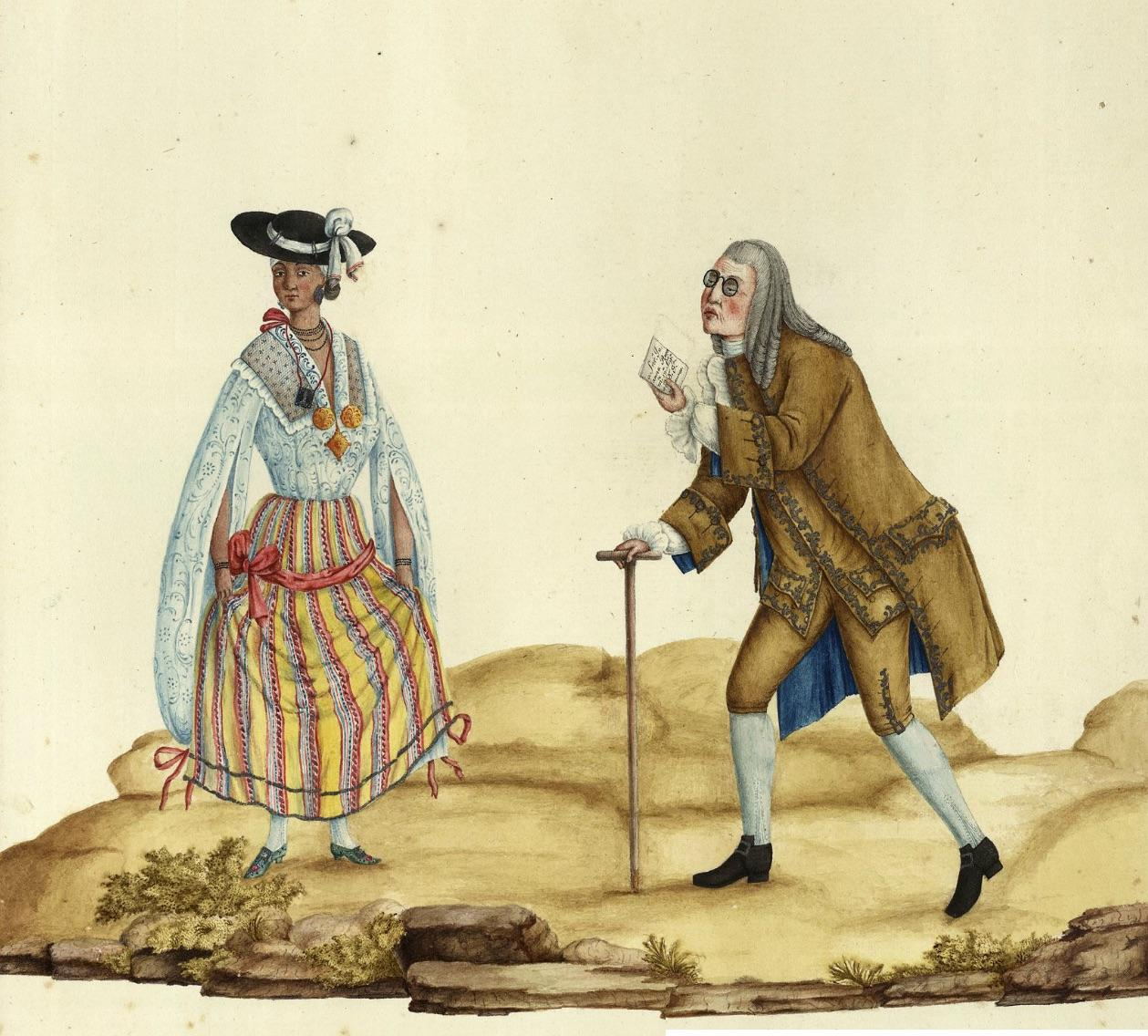
Homem branco entregando carta de amor a uma mulher mulata (obra de Carlos Julião).

O Brasil recebeu mais imigrantes europeus na sua época colonial do que os Estados Unidos da América. Entre 1500 e 1760, 700.000 europeus se instalaram no Brasil, enquanto 530.000 europeus se instalaram nos Estados Unidos no mesmo período.
Nos primeiros dois séculos de colonização (XVI – XVII), estima-se que não mais que cem mil portugueses foram para o Brasil. Eram imigrantes mais abastados, que se fixaram principalmente nas capitanias de Pernambuco e Bahia, para explorar a produção de açúcar, que era a atividade mais lucrativa da colônia naquela época. Ao fim do século XVI, a população branca (portuguesa, na grande maioria) já passava de trinta mil indivíduos, concentrando-se principalmente nas capitanias de Pernambuco, Bahia e São Vicente. O processo de colonização continuou ao longo do século XVII e ao final do século, a população branca já era de cerca de cem mil pessoas.
É notável que a maior parte dos colonos portugueses chegou ao Brasil no século XVIII: seiscentos mil em um período de apenas sessenta anos. Inicialmente, pouco atrativo durante os dois primeiros séculos de colonização, por concentrar a produção açucareira, que exigia elevados investimentos, a partir do final do século XVII e início do XVIII, com o recuo do império português na Ásia e as descobertas de ouro na região das Minas, atual estado de Minas Gerais, criam-se condições favoráveis à vinda de imigrantes portugueses ao Brasil. Não havia necessidade de grandes investimentos para a atividade mineradora. A mineração nestas regiões foi um fator crucial para a chegada deste contingente de imigrantes.

| “ | Para quem quisesse se aventurar na extração do ouro, era necessário apenas uma bateia e muita coragem. | ” |

Uma característica da colonização portuguesa é que ela era dominantemente masculina. A emigração portuguesa para o Brasil nos séculos XVI e XVII foi composta praticamente somente por homens. O colono português típico no Brasil era um jovem no fim da adolescência ou com pouco mais de vinte anos, preveniente das províncias do Norte de Portugal, mais notadamente do Minho e de Trás-os-Montes e Alto Douro, ou das ilhas atlânticas. Mulheres brancas em idade de se casar eram raras em todo o império marítimo português. As poucas famílias portuguesas que imigraram para o Brasil tendiam a ficar no litoral, nos portos marítimos, raramente penetrando o interior. A situação se modificou um pouco no século XVIII, quando aumentou a migração de famílias e mulheres oriundas das ilhas dos Açores e da Madeira.
Além do fato de que eram raras as mulheres portuguesas que chegavam à colônia em idade de se casar, as poucas mulheres brancas que restavam frequentemente se mantinham celibatárias, pois era tradição entre as famílias brancas aristocráticas ou de maior poder aquisitivo enviar suas filhas para conventos, onde seguiam o caminho religioso.
Dada essa ausência de mulheres brancas disponíveis ao matrimônio, se mostrava inevitável que o colono português tomasse como amante uma mulher de origem africana ou indígena. A preocupação da Coroa Portuguesa com a escassez de casamentos entre brancos sacramentados pela igreja se mostrou evidente em 1732, quando dom João V proibiu a saída de mulheres do Brasil, salvo algumas exceções. Visando coibir a miscigenação, em decreto real de 1726, o rei exigia que todos os candidatos a cargos nas câmaras municipais de Minas Gerais deveriam ser brancos e maridos ou viúvos de mulheres brancas. Medidas restritivas como esta, porém, não conseguiriam restringir a tendência natural à miscigenação na colônia.

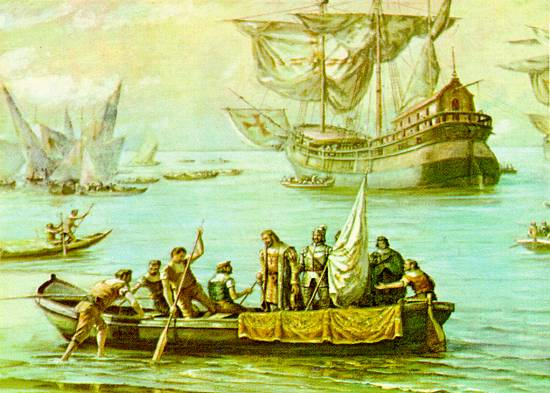
Representação de Estácio de Sá e outros portugueses chegando ao Brasil, em 1565.

Assim, a população "branca" do Brasil colonial não se formou pela multiplicação de famílias europeias na colônia, como ocorreu, por exemplo, nos Estados Unidos, mas pela miscigenação entre pais europeus e mães africanas ou indígenas, dando origem a uma população "branca por definição", quase toda mestiçada, em maior ou em menor grau. Esta população, falando português e completamente integrada à cultura neobrasileira, ajudaria o colonizador a impôr sua marca dominante no Brasil. O grau de "brancura" no Brasil colonial não era medido apenas pela ascendência ou pelo fenótipo (cor da pele, tipo de cabelo, traços físicos), mas também por qualidades como classe social, riqueza, posição social. Havia uma flexibilidade nas classificações raciais, o que alguns autores chamam de "válvula de escape mulata", uma vez que na América Portuguesa, diferente de outros pontos das Américas, uma pessoa não era irrevogavelmente negra ou branca, havendo maior permeação. Em suma, havia tantas "exceções" que a exceção se tornava a regra no Brasil colonial.
Os brancos sempre foram minoria durante todo o período colonial, nunca ultrapassando os 30% do conjunto da população, enquanto caboclos, negros, mulatos e índios compunham os 70% restantes. Apesar disso, a minoria branca sempre gozou de privilégios concedidos pela Coroa Portuguesa. Os colonos brancos do Brasil eram conscientes de sua inferioridade numérica em comparação à população de cor escrava ou livre e viviam temerosos de uma possível "rebelião negra", à semelhança do que aconteceria no Haiti no final do século XIX. A posição dos brancos como setor dominante da sociedade colonial era fortalecido por decretos reais e leis locais. A Coroa, os vice-reis, os governadores, as câmaras municipais e os colonos brancos compartilhavam da ideia de que os portugueses eram os detentores da cultura, da ordem moral, da cristandade e da autoridade constituída.
As restrições impostas pelo governo português afetavam principalmente a população de origem africana, já que índios e filhos de ameríndios com brancos recebiam alguma proteção da lei portuguesa. Ao assumir o governo da Capitania de São Paulo e Minas de Ouro em 1710, uma das primeiras medidas adotadas por Antônio de Albuquerque Coelho de Carvalho foi proibir que negros, mulatos, índios carijós ou mestiços, livres ou libertos, pudessem portar espada ou arma de fogo, sob pena de açoitamento público no pelourinho. Na relação com a justiça, havia um conjunto de leis e punições voltadas para os brancos e outras para os não brancos. Na São Paulo do século XVIII, os acusados brancos por contrabando de ouro eram penalizados com o banimento para Angola e multa de 2.000 cruzados, enquanto negros, mulatos e índios, além do banimento, recebiam quatrocentas chicotadas. Era comum que juízes condenassem um indivíduo de origem africana à revelia, sem a necessidade de provas.
Para ocupar serviços públicos da Coroa, da municipalidade, do judiciário, nas igrejas e nas ordens religiosas era necessário comprovar a "pureza de sangue", ou seja, apenas se admitiam brancos, banindo negros e mulatos, "dentro dos quatro graus em que o mulatismo é impedimento". Era exigida a comprovação da "brancura" dos candidatos a cargos. Este processo envolvia interrogatório de testemunhas, sindicâncias longas no Brasil e em Portugal para atestar a inquestionável origem branca e cristã-velha do indivíduo. Caso o homem fosse casado, essa exigência também se aplicava à esposa. Apesar da insistência da Coroa Portuguesa na "pureza de sangue", às vezes essa regra tinha que ser flexibilizada, principalmente nas regiões onde era escassa a população branca. Por exemplo, no início do século XVIII, a falta de candidatos brancos para ocupar vagas de vereador em Minas Gerais levou à aceitação de mulatos para os cargos. Porém essa tolerância foi extinta em 1726 pelo rei João V, sob a alegação de que já havia famílias de "nascimento limpo" na capitania para ocupar essas vagas, tornando-se "indecoroso que eles (os cargos) sejam ocupados por pessoas em que haja semelhante defeito".

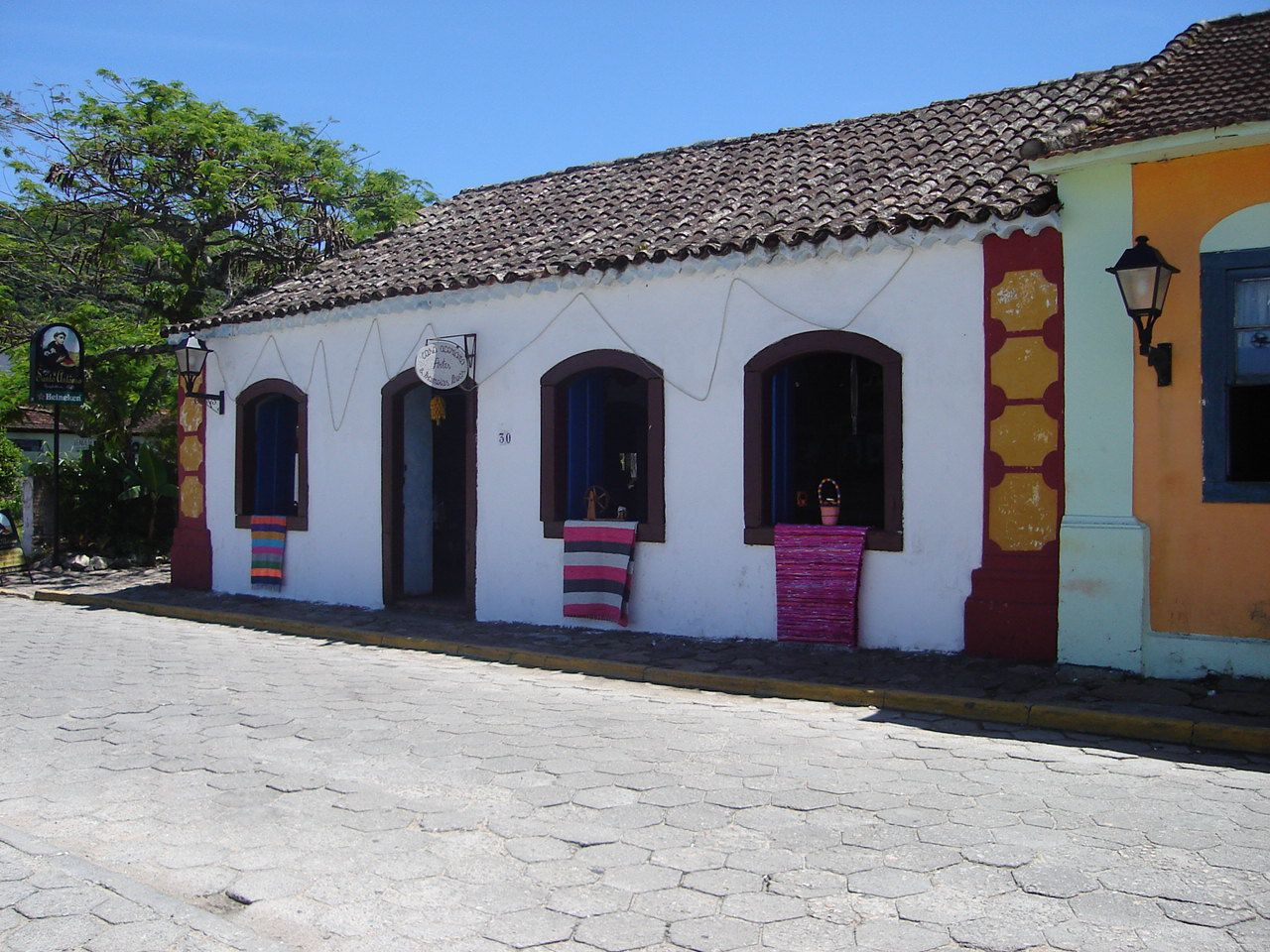
Arquitetura açoriana setecentista em Florianópolis. Estas são casas na localidade de Santo Antônio de Lisboa.

O impacto demográfico dos europeus no período colonial não foi pequeno.: "um 'rush' de proporções gigantescas, que relativamente às condições da colônia é ainda mais acentuado e violento que o famoso 'rush' californiano do século XIX". Em razão desse movimento migratório é que o economista Celso Furtado pôde dizer que: "Como o grosso desses imigrantes eram lusitanos, cabe deduzir que Portugal contribuiu com um maior contingente de população para o Brasil do que a Espanha para todas as suas colônias da América". Nas palavras do português Simão Ferreira Machado em Triunfo Eucarístico, livro publicado em Lisboa em 1734, ao se referir ao rush do Ouro: "Viu-se em breve tempo transplantado meio Portugal a este empório".
O impacto da imigração açoriana para o sul do Brasil foi tão forte que em 1780 os açorianos respondiam por 55% de toda a população da capitania do Rio Grande do Sul. A fecundidade dos casais açorianos era enorme. Raro era o casal que não contava mais de seis filhos. Alguns, como a de um Lopes, atingiram a fabulosa cifra de vinte e um filhos; o de um Manuel Jacintho, a de trinta filhos, sendo quinze de cada uma das mulheres com quem foi casado.
Antes do século XIX, os franceses invadiram o país duas vezes, estabelecendo assentamentos pequenos e breves (Rio de Janeiro, 1555-60; Maranhão, 1612-15); Em 1630, os holandeses fizeram o ataque mais significativo ao controle português sobre o Brasil. Na época, Portugal estava em uma união dinástica com a Espanha e a hostilidade holandesa contra a Espanha foi transferida para Portugal. Os holandeses chegaram a controlar a maior parte do Nordeste brasileiro - então a parte mais dinâmica do Brasil - por cerca de 25 anos, mas foram incapazes de alterar a composição étnica da população colonizadora, que permaneceu majoritariamente de origem e cultura portuguesa.
| Estimativa da imigração portuguesa para o Brasil-Colônia | Estimativa da imigração portuguesa para o Brasil-Colônia | Estimativa da imigração portuguesa para o Brasil-Colônia | Estimativa da imigração portuguesa para o Brasil-Colônia | Estimativa da imigração portuguesa para o Brasil-Colônia |
| -------------------------------------------------------- | -------------------------------------------------------- | -------------------------------------------------------- | -------------------------------------------------------- | -------------------------------------------------------- |
| Período                                                  | 1500-1700                                                | 1701-1760                                                | 1808-1817                                                |                                                          |
| Quantidade                                               | 100 000                                                  | 600 000                                                  | 24 000                                                   |                                                          |

No início, a maioria dos imigrantes eram etnicamente portugueses, mas alguns dos primeiros colonos eram, na verdade, portugueses judeus. De acordo com Manolo Florentino e Cacilda Machado, 45% dos portugueses que se estabeleceram em São Paulo em 1801 eram do Minho, 20% a partir das Ilhas dos Açores, 16% de Lisboa e 19% de outras partes. Durante toda a história do Brasil, a maioria dos imigrantes vieram do Norte de Portugal. Um número muito pequeno de outros europeus, que não eram portugueses, conseguiram entrar no Brasil.

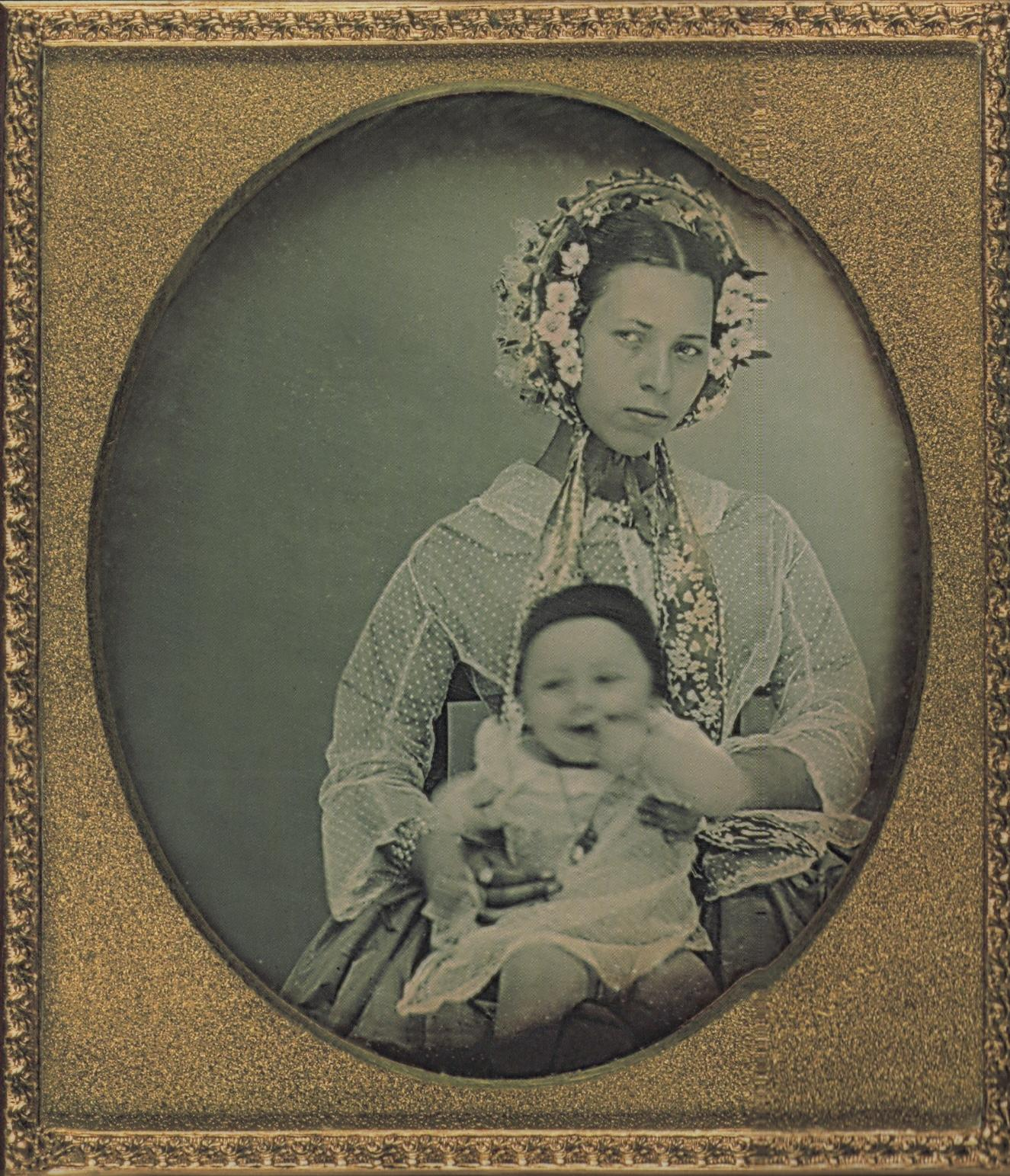
Mulher e bebê não identificados, no Rio de Janeiro, 1855.
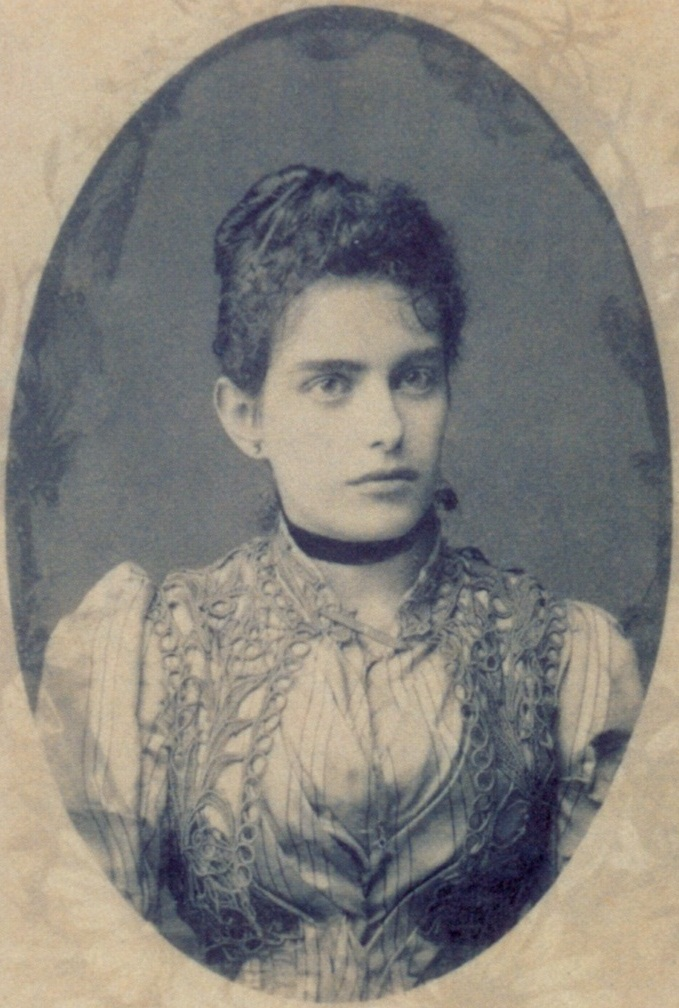
Retrato de Francisca "Chiquinha", no Rio de Janeiro, 1891
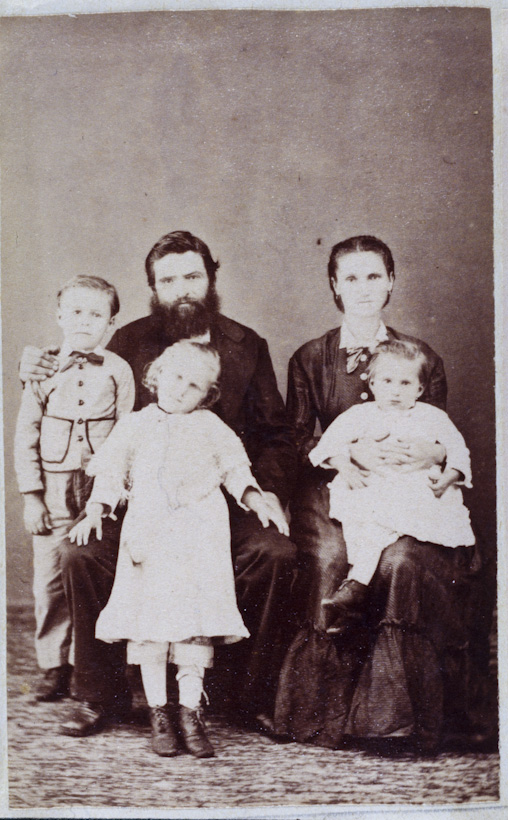
Família brasileira desconhecida, 1880
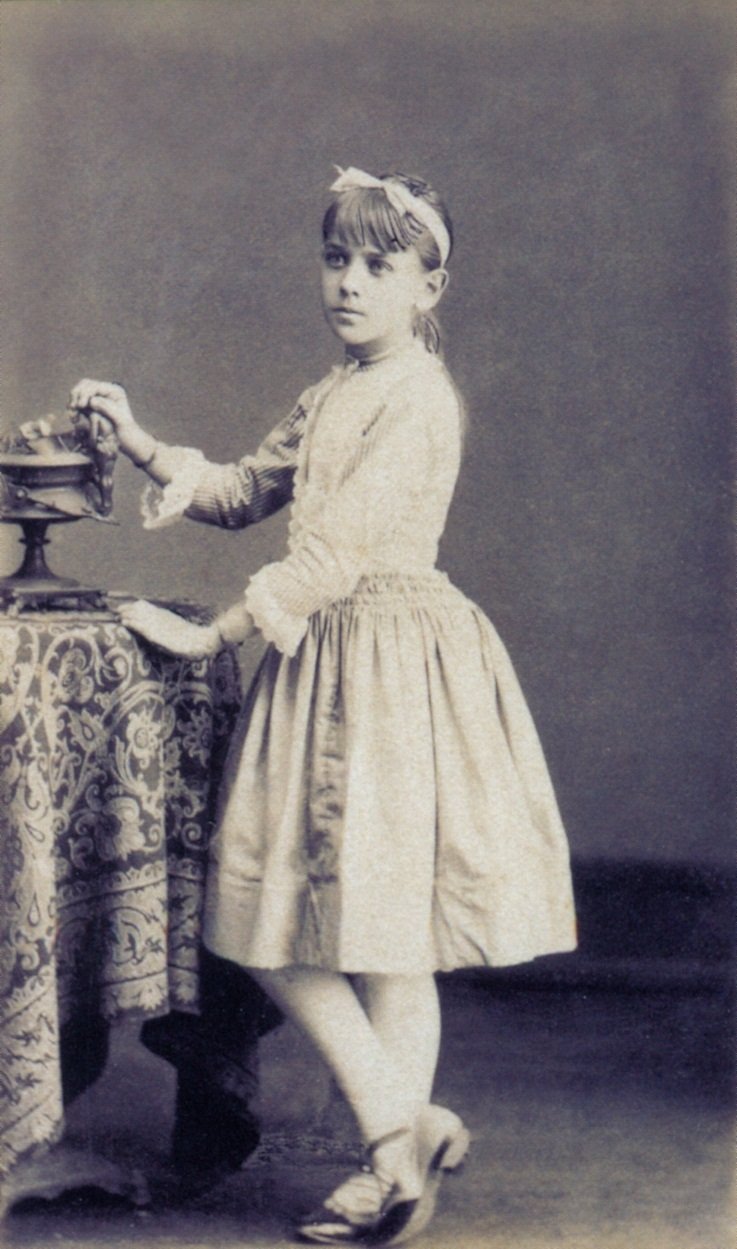
Garota brasileira desconhecida, 1889
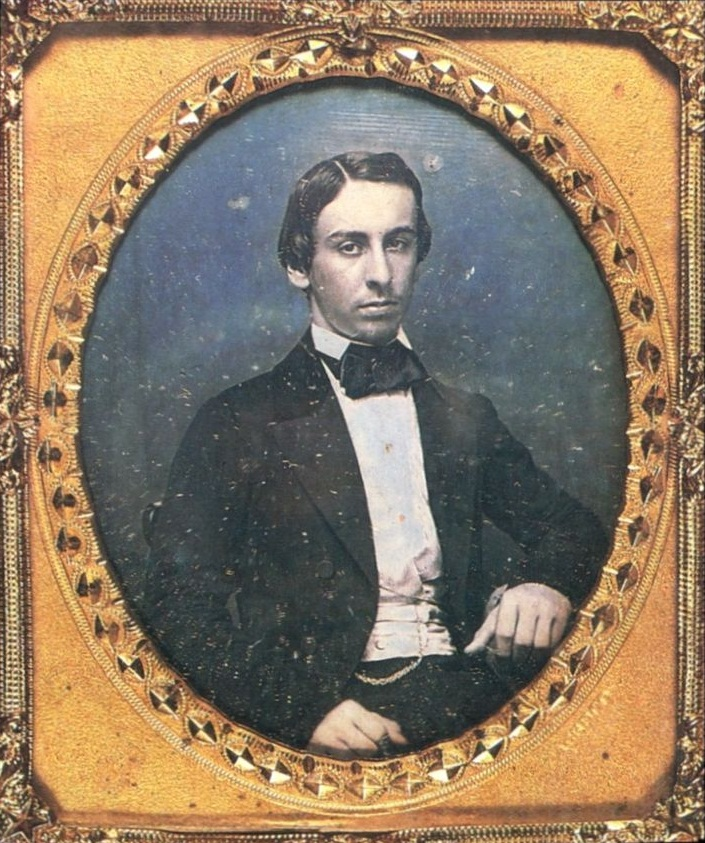
Jovem brasileiro desconhecido, 1850
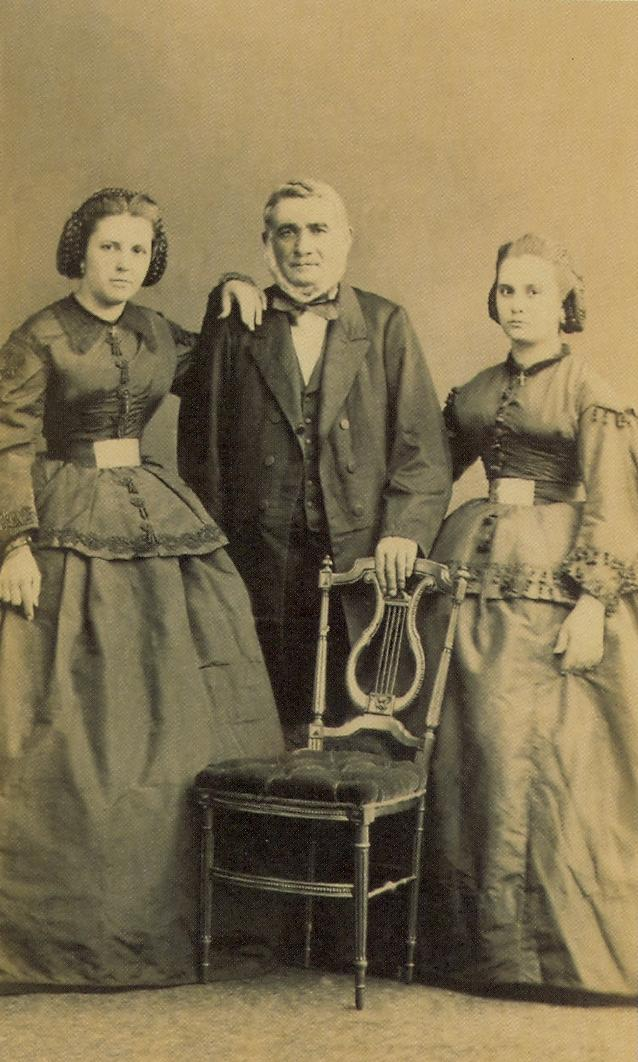
Família brasileira desconhecida, 1860

#### O impacto da colonização portuguesa
Segundo estimativas da composição étnica do Brasil para o ano de 1835 (excluindo-se os índios), pouco mais da metade da população brasileira era negra (51,4%), seguida de brancos (24,4%) e pardos (18,2%). Cerca de quatro décadas depois, em 1872, o censo registrou mudanças significativas na composição étnica: os negros reduziram-se para 19,7%, enquanto os brancos aumentaram sua proporção para 38,1% e os pardos tornaram-se os mais numerosos, com 42,2%.
| Cor/raça no Brasil, após a colonização portuguesa (índios excluídos) | Cor/raça no Brasil, após a colonização portuguesa (índios excluídos) | Cor/raça no Brasil, após a colonização portuguesa (índios excluídos) | Cor/raça no Brasil, após a colonização portuguesa (índios excluídos) |
| Ano                                                                  | Brancos                                                              | Pardos                                                               | Negros                                                               |
| -------------------------------------------------------------------- | -------------------------------------------------------------------- | -------------------------------------------------------------------- | -------------------------------------------------------------------- |
| 1835                                                                 | 24,4%                                                                | 18,2%                                                                | 51,4%                                                                |
| 1872                                                                 | 38,1%                                                                | 42,2%                                                                | 19,7%                                                                |

A redução proporcional de negros e o aumento de brancos e pardos, entre 1835 e 1872, pouco ou nada teve a ver com uma recente imigração europeia: entre 1822 e 1872, entraram no Brasil somente 268 mil imigrantes europeus, e esses imigrantes e seus descendentes não ultrapassavam os 6% da população brasileira, em 1872. O que explica essa mudança é que os colonizadores portugueses e seus descendentes conseguiram se multiplicar muito mais rapidamente do que os africanos e descendentes. Durante os três séculos de escravidão africana no Brasil, o crescimento da população negra deveu-se basicamente à importação de novos escravos, haja vista que a reprodução natural dos cativos era muito lenta e até pouco estimulada (era mais econômico comprar novos escravos do que investir na alimentação e nos cuidados de crianças). Nas palavras de Auguste de Saint-Hilaire: "Uma infinidade de negros morreu sem deixar descendência". Em 1850, com a proibição da entrada de novos escravos, o crescimento proporcional da população negra não apenas estagnou, como diminuiu substancialmente, como se verifica.
Por outro lado, os portugueses e seus descendentes conseguiram se multiplicar, ano após ano, não pela entrada de novos imigrantes, mas pela sua notável capacidade reprodutiva, particularmente por meio da miscigenação com mulheres indígenas e negras, o que explica o contínuo crescimento dos “brancos” e principalmente dos “pardos” no século XIX.
Estudos genéticos mostram que, mesmo nas regiões brasileiras que receberam pouca ou virtualmente nenhuma imigração europeia após a independência (como o Norte e o Nordeste), a ancestralidade genética europeia predomina entre a população. Em nenhuma região do Brasil a ancestralidade africana ou indígena é maior que a europeia.
Isso não quer dizer que a maioria da população dessas regiões seja “branca”; pelo contrário, devido ao alto grau de miscigenação entre europeus, africanos e indígenas, no Norte e no Nordeste apenas uma minoria é branca, e a maioria se identifica como “parda” nos censos; porém a composição genética dessas regiões, com predomínio de ancestralidade europeia, particularmente portuguesa, evidencia o legado genético herdado da colonização lusa e a complexa miscigenação operada.
| Ancestralidade genética dos brasileiros, por região | Ancestralidade genética dos brasileiros, por região | Ancestralidade genética dos brasileiros, por região | Ancestralidade genética dos brasileiros, por região |
| Região                                              | Europeia                                            | Africana                                            | Indígena                                            |
| --------------------------------------------------- | --------------------------------------------------- | --------------------------------------------------- | --------------------------------------------------- |
| Região Norte                                        | 51%                                                 | 16%                                                 | 32%                                                 |
| Região Nordeste                                     | 58%                                                 | 27%                                                 | 15%                                                 |
| Região Centro-Oeste                                 | 64%                                                 | 24%                                                 | 12%                                                 |
| Região Sudeste                                      | 67%                                                 | 23%                                                 | 10%                                                 |
| Região Sul                                          | 77%                                                 | 12%                                                 | 11%                                                 |
| Brasil                                              | 62%                                                 | 21%                                                 | 17%                                                 |

### Imigração em massa de europeus

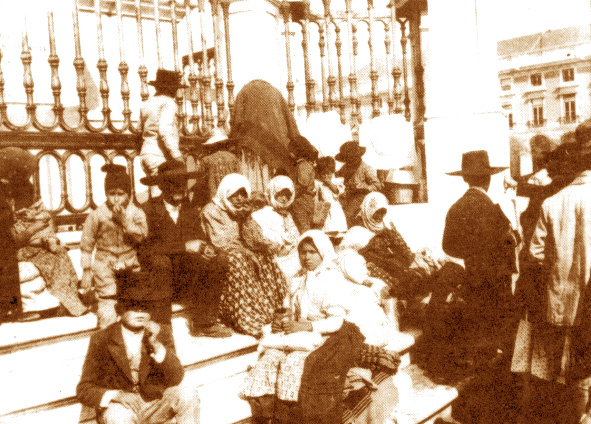
Imigrantes portugueses esperando um navio para partir para o Brasil em 1920

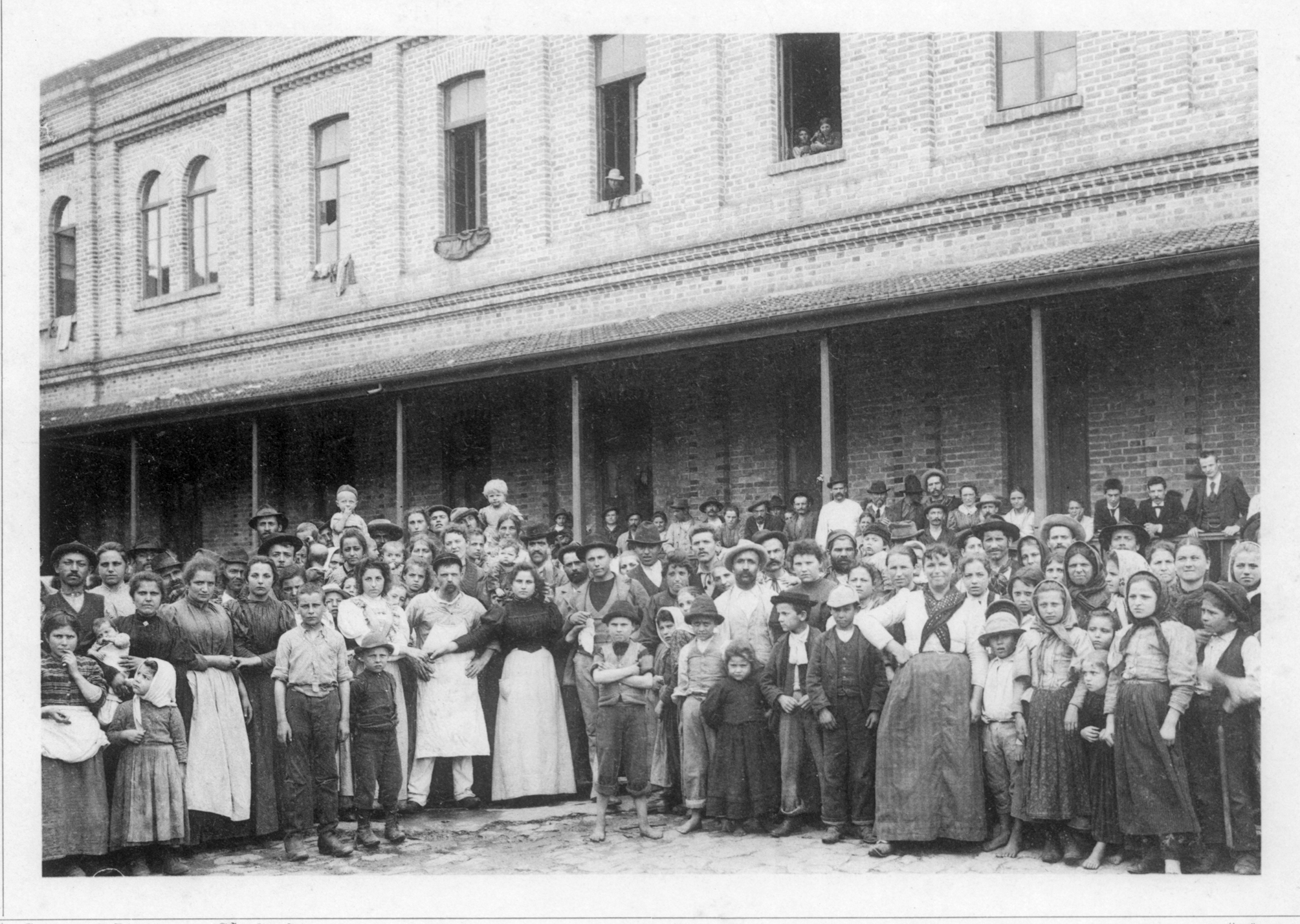
Imigrantes italianos posando para fotografia no pátio central da Hospedaria dos Imigrantes (atual Museu da Imigração do Estado de São Paulo), em São Paulo, ca. 1890

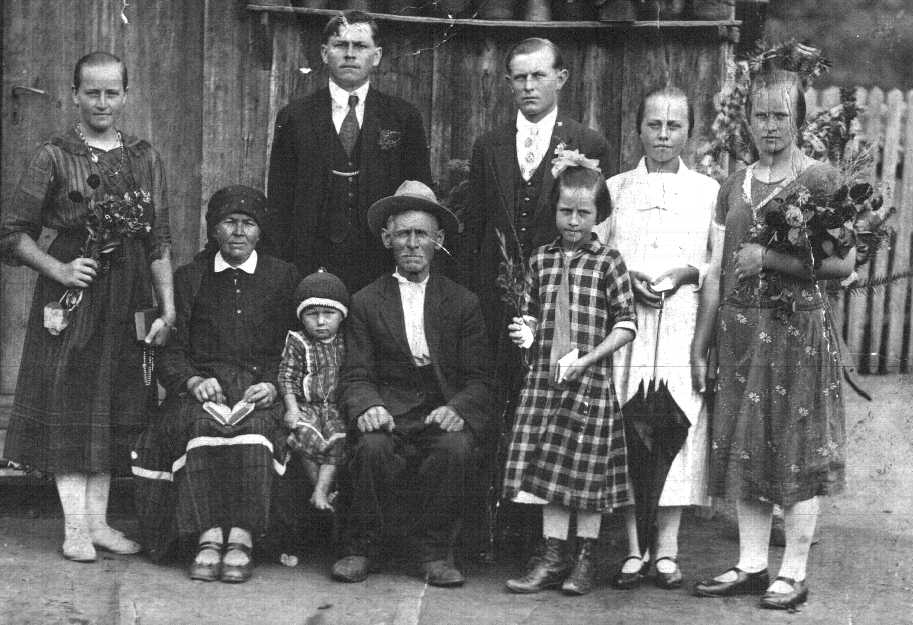
Família de imigrantes ucranianos no Brasil em 1891

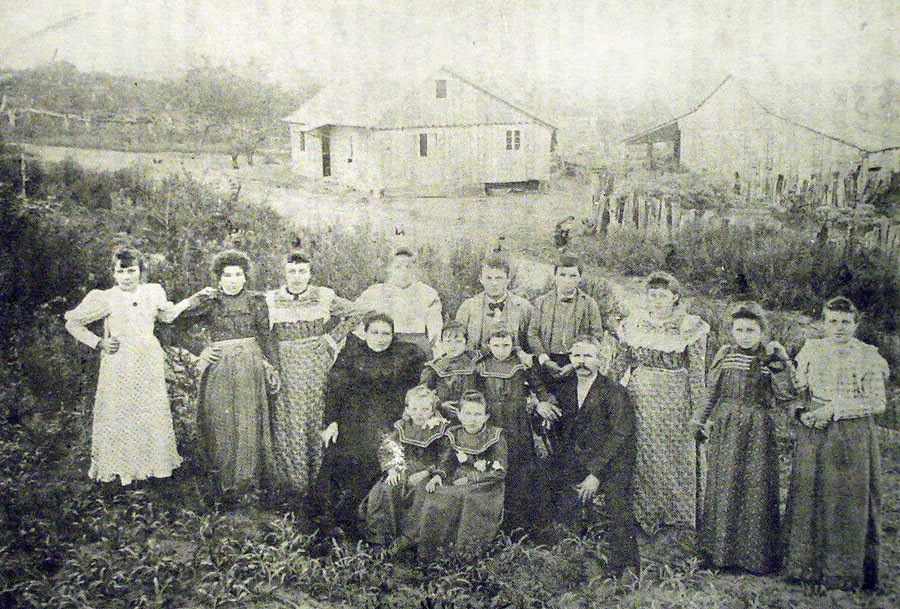
Família de italianos em Caxias do Sul, Rio Grande do Sul, em 1901.

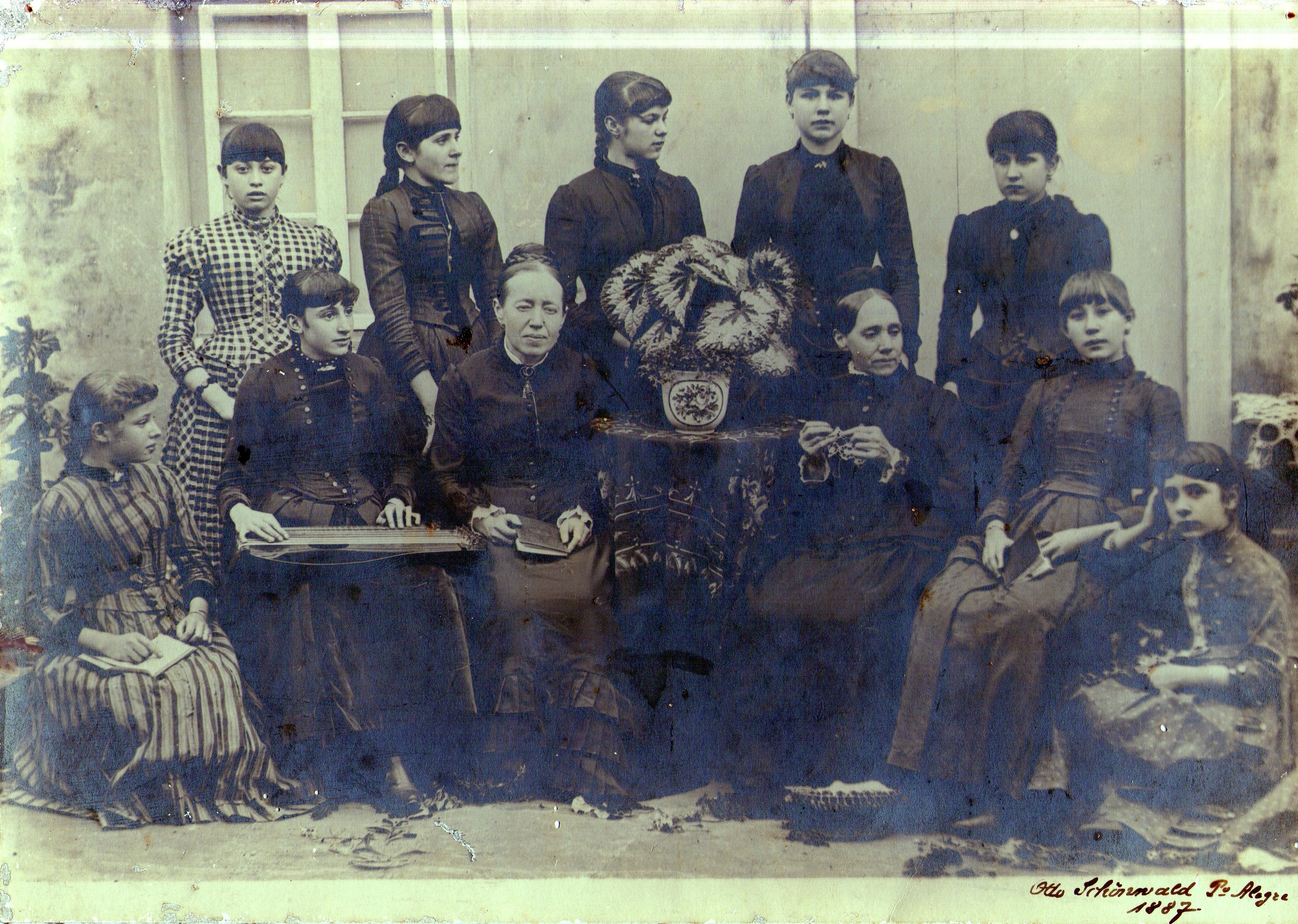
Alunas de origem alemã em escola de Novo Hamburgo, em 1886.

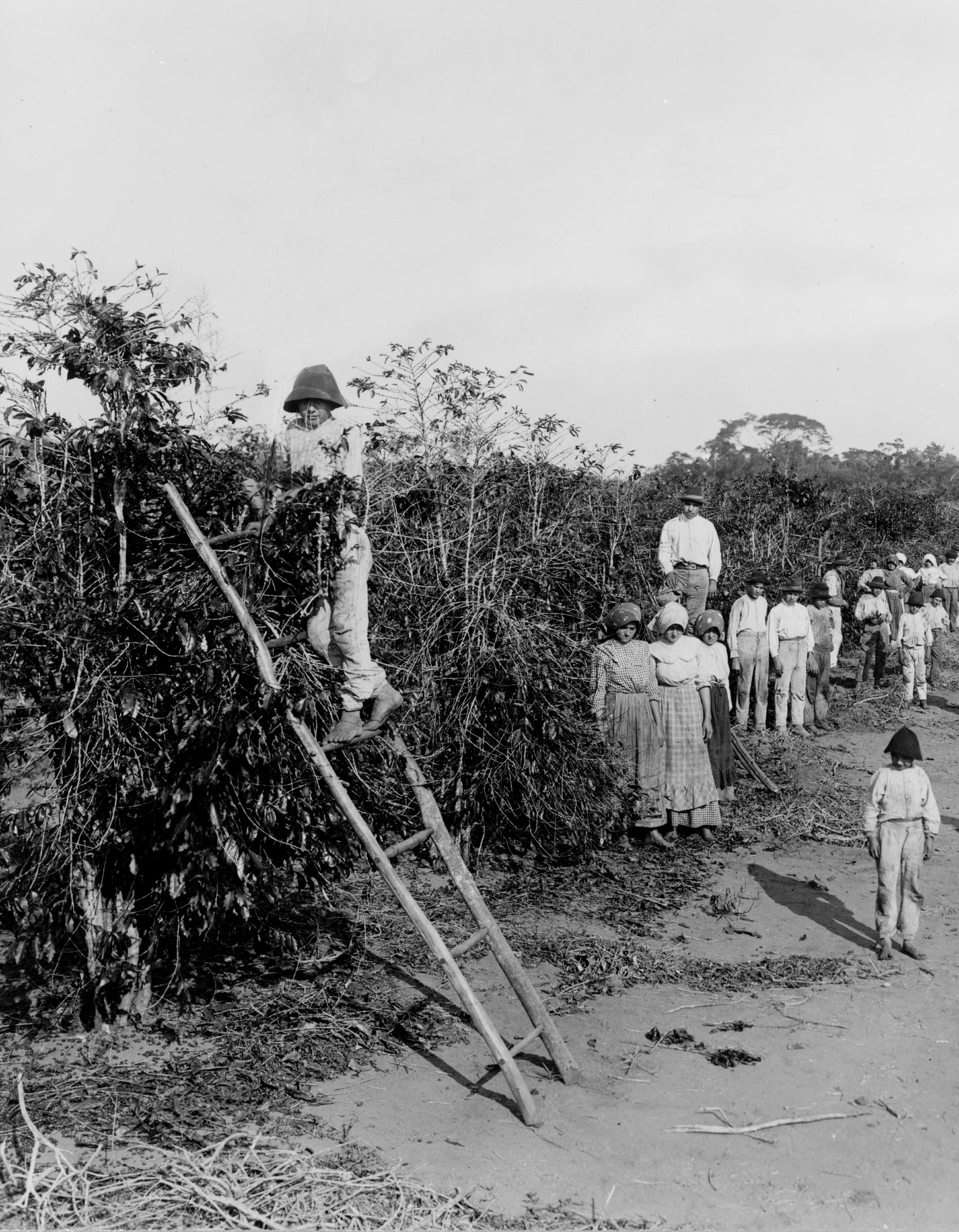
Imigrantes italianos em uma plantação de café no Brasil, no início do século XX.

O principal grupo imigrante a aportar no Brasil a partir do final do século XIX foram os italianos, e estes se dirigiram sobretudo para São Paulo. Nos primeiros tempos, predominaram os imigrantes da Itália setentrional, sobretudo do Vêneto, porém, no final do século, cresceu a corrente meridional, sobretudo de Campânia e da Calábria. Os italianos, premidos pela pobreza que assolava o país, rumaram para núcleos coloniais do sul do Brasil, onde se tornaram pequenos agricultores, assim como para as fazendas de café do sudeste, onde substituíam o trabalho escravo. Outros, sobretudo os meridionais, iam direto para os centros urbanos.
O segundo grupo em importância numérica foram os portugueses que, somados aos povoadores dos primeiros séculos, formam o grupo europeu mais importante na constituição do Brasil. A fragmentação e o desaparecimento da pequena propriedade no Norte de Portugal no final do século XIX estimulou uma crescente emigração para o Brasil, que era visto pelos portugueses como uma terra de abundância e oportunidades de enriquecimento. Dos que chegavam, a maioria rumava para a cidade do Rio de Janeiro. Os jovens imigrantes que chegavam apoiados numa rede de solidariedade preexistente representavam de 8 a 11% do total, os qualificados ou possuidores de capital para investir no Brasil constituíam cerca de 10% do total, enquanto que os imigrantes sem nenhum tipo de qualificação perfaziam nada menos que 80% dos portugueses que chegavam ao Rio no fim do século XIX.
O terceiro grupo mais numeroso foram os espanhóis. Estes, frequentemente esquecidos pela historiografia brasileira, rumaram sobretudo para São Paulo, para trabalharem nas lavouras de café. Eram sobretudo provenientes do sul da Espanha, da região da Andaluzia, embora o fluxo da Galiza também fosse importante. O quarto grupo mais relevante foi dos alemães. A promoção da imigração alemã já era antiga, remontando a 1824, com a presença de imigrantes que tiveram  uma grande importância na ocupação do sul do Brasil. Eles fundaram comunidades rurais, que mais tarde se tornaram cidades prósperas, como foi o caso de São Leopoldo, Joinville e Blumenau.
O período da grande imigração europeia no Brasil, entre 1880 e 1930, trouxe ao país mais de 5 milhões de europeus. A maioria eram italianos e portugueses, seguidos pelos espanhóis, alemães e eslavos, poloneses, e ucranianos. É notável que a maior parte da onda mais recente de imigração europeia para o Brasil se assentou no Sul e Sudeste do Brasil.
Foi somente em 1818, depois de 700.000 portugueses se terem estabelecido em território brasileiro, que os governantes portugueses abandonaram o princípio de restringir a entrada de pessoas que não eram portuguesas. Nesse ano, mais de dois mil imigrantes suíços do cantão de Friburgo vieram a se estabelecer em uma área inóspita perto do Rio de Janeiro que mais tarde seria rebatizada de Nova Friburgo.
Muito antes do fim do Império, a elite brasileira se preocupava com a necessidade de "vender" o país no exterior. A imagem de um país majoritariamente mestiço e negro, como era o Brasil, desagradava à elite e, não por acaso, o ideal de branqueamento combinou-se ao liberalismo político e econômico para construir uma autoimagem nacional mais definida. A política do branqueamento nasceu do medo paranoico que a elite branca tinha de ser "tragada" pela massa mestiça e negra majoritária da população brasileira. Foi assim que ela promoveu a entrada de 4 milhões de imigrantes europeus no país em um período de trinta anos, número equivalente aos 4 milhões de escravos africanos que segundo estimativas teriam entrado ao longo de três séculos.
Ao invés de procurar a mão de obra desocupada de outras regiões do país, sobretudo do Nordeste, que estava estagnado economicamente, as classes dirigentes do final do século XIX acreditavam piamente na necessidade de atrair imigrantes europeus, inclusive proibindo a entrada de imigrantes asiáticos e africanos, por meio do decreto de 28 de junho de 1890. Mas não eram somente considerações de caráter étnico que estiveram por trás do estímulo à imigração europeia: a população brasileira era no geral muito pequena, para um território muito grande. A ocupação do território, para a defesa dele, era outro fator importante por trás da necessidade de trazer levas de pessoas para assentarem o país, sendo que "pela proposta colonizatória se pretendia criar novas condições econômicas, políticas e sociais, formando uma mentalidade que permitisse ao país superar todos os obstáculos decorrentes de sua formação inicial, sustentada pelo tripé: latifúndio, monocultura e escravidão.
A corrente imigratória europeia se dirigiu sobretudo para o estado de São Paulo. O eixo da produção do café, no final do século XIX, migrou do Vale do Paraíba, historicamente escravagista, para o Oeste Paulista. A decadência do sistema escravista necessitava de um aumento constante da reposição da mão de obra, o que levou os cafeicultores da região a incentivar, sobretudo a partir da década de 1880, a vinda de imigrantes.
O fim do comércio de escravos (1850) e a abolição da escravatura (1888) foram cruciais para a entrada de milhões de europeus no Brasil. A produção de café, principal produto do Brasil na época, começou a sofrer com a escassez de trabalhadores. Os produtores de café, temerosos com a crise na mão de obra, passaram a pressionar o Poder Legislativo a facilitar a entrada de trabalhadores estrangeiros para serem inseridos na lavoura cafeeira. Para isso, leis foram criadas facilitando o ingresso de imigrantes e o governo passou a despender dinheiro público subsidiando a passagem de imigrantes. O estado de São Paulo, na primeira década do regime republicano, destinou cerca de 9% da sua receita para cobrir os gastos na promoção à imigração. De 1884 a 1891, o estado gastou o equivalente a quase 4,5 milhões de dólares com incentivo à imigração e, até 1930, os gastos totalizaram cerca de 37 milhões de dólares.
| Imigração para o Brasil, por nacionalidade e períodos | Imigração para o Brasil, por nacionalidade e períodos | Imigração para o Brasil, por nacionalidade e períodos | Imigração para o Brasil, por nacionalidade e períodos | Imigração para o Brasil, por nacionalidade e períodos | Imigração para o Brasil, por nacionalidade e períodos | Imigração para o Brasil, por nacionalidade e períodos | Imigração para o Brasil, por nacionalidade e períodos | Imigração para o Brasil, por nacionalidade e períodos | Imigração para o Brasil, por nacionalidade e períodos | Imigração para o Brasil, por nacionalidade e períodos |
| Nacionalidade                                         | Período                                               | Período                                               | Período                                               | Período                                               | Período                                               | Período                                               | Período                                               | Período                                               | Período                                               | Total                                                 |
| Nacionalidade                                         | 1884-1893                                             | 1894-1903                                             | 1904-1913                                             | 1914-1923                                             | 1924-1933                                             | 1934-1944                                             | 1945-1949                                             | 1950-1954                                             | 1955-1959                                             | Total                                                 |
| ----------------------------------------------------- | ----------------------------------------------------- | ----------------------------------------------------- | ----------------------------------------------------- | ----------------------------------------------------- | ----------------------------------------------------- | ----------------------------------------------------- | ----------------------------------------------------- | ----------------------------------------------------- | ----------------------------------------------------- | ----------------------------------------------------- |
| Alemães                                               | 22 778                                                | 6 698                                                 | 33 859                                                | 29 339                                                | 61 723                                                | N/D                                                   | 5 188                                                 | 12 204                                                | 4 633                                                 | 176 422                                               |
| Espanhóis                                             | 113 116                                               | 102 142                                               | 224 672                                               | 94 779                                                | 52 405                                                | N/D                                                   | 4 092                                                 | 53 357                                                | 38 819                                                | 683 382                                               |
| Italianos                                             | 510 533                                               | 537 784                                               | 196 521                                               | 86 320                                                | 70 177                                                | N/D                                                   | 15 312                                                | 59 785                                                | 31 263                                                | 1 507 695                                             |
| Japoneses                                             | -                                                     | -                                                     | 11 868                                                | 20 398                                                | 110 191                                               | N/D                                                   | 12                                                    | 5 447                                                 | 28 819                                                | 188 723                                               |
| Portugueses                                           | 170 621                                               | 155 542                                               | 384 672                                               | 201 252                                               | 233 650                                               | N/D                                                   | 26 268                                                | 123 082                                               | 96 811                                                | 1 391 898                                             |
| Sírios e Libaneses                                    | 96                                                    | 7 124                                                 | 45 803                                                | 20 400                                                | 20 400                                                | N/D                                                   | N/A                                                   | N/A                                                   | N/A                                                   | 189 727                                               |
| Outros                                                | 66 524                                                | 42 820                                                | 109 222                                               | 51 493                                                | 164 586                                               | N/D                                                   | 29 552                                                | 84 851                                                | 47.599                                                | 596.647                                               |
| Total                                                 | 979 572                                               | 852 11                                                | 1 006 617                                             | 503 981                                               | 713 132                                               | N/D                                                   | 92 412                                                | 338 726                                               | 247 944                                               | 4 734 494                                             |

#### O impacto da imigração em massa
A imigração de milhões de europeus para o Brasil, entre o final do século XIX e o início do século XX, contribuiu para trazer maior diversidade à população brasileira. Estima-se que cerca de 20% da população brasileira seja descendente de pessoas que imigraram para o país nesse período, e, em certas regiões do Sul e do Sudeste, essa percentagem é bem maior. Nas regiões onde mais se concentraram, esses imigrantes criaram paisagens europeizadas e legaram uma população dominadoramente "branca", criando um panorama humano diferente da relativa uniformidade luso-brasileira do país, porém onde é possível distinguir as subáreas onde cada etnia se concentrou, seja alemã, italiana, polonesa ou russa.
O processo de aculturação desses imigrantes na sociedade brasileira foi muito variável de nacionalidade para nacionalidade. Portugueses, italianos e espanhóis assimilavam-se mais facilmente; russos, poloneses e austríacos ocupavam uma posição intermediária, enquanto os alemães eram mais resistentes.
A questão do ambiente não pode ser menosprezada: os imigrantes que foram para as fazendas de café ou para os centros urbanos assimilaram-se mais facilmente, pois ali havia o convívio diário com os brasileiros, gerando interesses comuns, amizades e casamentos mistos. Nessas regiões, a língua portuguesa rapidamente suplantou os idiomas dos imigrantes, facilitando o processo de aculturação.
Por sua vez, os imigrantes que foram para as colônias ficaram reunidos em grupos isolados, mantendo pouco contato com o resto da sociedade brasileira, o que permitiu a manutenção do idioma e da identidade étnica por gerações. Até a década de 1940, nas colônias, poucos descendentes sabiam falar português, mesmo estando alguns deles há gerações no Brasil. O grande golpe veio por meio da campanha de nacionalização, implementada durante a ditadura de Getúlio Vargas, a partir de 1937. O governo brasileiro passou a ver as colônias como um “problema nacional”, que ameaçava a uniformidade identitária brasileira, e seus habitantes foram objeto de grande repressão. Vargas mandou fechar todas as escolas associadas a culturas estrangeiras, obrigando todas as escolas a ensinar exclusivamente em português, e o uso de idiomas estrangeiros, inclusive oral, em público ou em privado, foi proibido no Brasil, com pessoas sendo presas e agredidas.
Mesmo com a repressão do Estado Novo, ainda hoje idiomas minoritários de origem europeia sobrevivem em certas comunidades concentradas no Sul do Brasil, sobretudo de origem germânica, italiana e eslava. Todavia, seu uso vem diminuindo, nas últimas gerações. O rompimento do isolamento dessas comunidades, com a melhoria das rodovias e da infraestrutura, a necessidade de aprender português para inserir-se no mercado de trabalho, bem como a difusão dos meios de comunicação (imprensa, rádio, televisão, internet), contribuem para que os descendentes passem a adotar, cada vez mais, o português como língua dominante.

## Pesquisas sobre ancestralidade
O censo brasileiro, diferentemente do que ocorre nos Estados Unidos, Canadá ou Austrália, não pergunta de onde vieram os antepassados da população. Desta forma, não há números oficiais que mostrem quantas pessoas descendem (ou dizem descender) de cada nacionalidade que imigrou para o Brasil.
Porém, uma pesquisa do IBGE realizada em 2008 nos estados do Amazonas, Paraíba, São Paulo, Rio Grande do Sul, Mato Grosso e no Distrito Federal analisou aspectos relacionados à raça e à ancestralidade. Ao serem indagados sobre sua origem familiar, 43,5% dos entrevistados disseram ser europeia. A maior porcentagem foi verificada no Rio Grande do Sul (64,5%) e a menor na Paraíba (12,1%). Origem familiar judaica foi apontada por 0,6% das pessoas e do Oriente Médio por 0,9%.
Na pesquisa, 49% dos entrevistados se disseram brancos, 21,7% morenos, 13,6% pardos, 7,8% negros, 1,5% amarelos, 1,4% pretos, 0,4% indígenas e 4,6% deram outras respostas. Houve também quem identificou sua cor ou raça com uma nacionalidade europeia: 0,5% se disseram de cor/raça alemã e 0,4% italiana (quase todos no Rio Grande do Sul). Dos que se disseram brancos, 63,8% alegaram ser a família de origem europeia, 22,9% não sabiam, 14,2% indígena e 5,7% africana.
Uma outra pesquisa realizada em 1998, pelo sociólogo mineiro Simon Schwartzman, entrevistou cerca de 34 milhões de brasileiros, dos quais quase vinte milhões se declaram brancos. Perguntada a origem étnica dos participantes de cor ou raça branca, uma pluralidade apontou somente origem brasileira (45,53%). Mais da metade, porém, conseguiu apontar uma origem estrangeira: 15,72% apontou ancestralidade italiana, 14,50% portuguesa, 6,42% espanhola, 5,51% alemã e 12,32% outras origens, que incluem africana, indígena, judaica e árabe.
Os números condizem fortemente com o passado imigratório no Brasil. Entre o final do século XIX e início do século XX, sobretudo após a Abolição da Escravatura, o Estado brasileiro passou a incentivar a vinda de imigrantes para substituir a mão de obra africana. Entre 1870 e 1951, de Portugal e da Itália chegaram números próximos de imigrantes, cerca de 1,5 milhão de italianos e 1,4 milhão de portugueses. Da Espanha chegaram cerca de 650 mil e da Alemanha em torno de 260 mil imigrados. Os números refletem as porcentagens das origens declaradas pelos brancos brasileiros.
A origem da população branca do Brasil, portanto, não é homogênea, embora não seja muito variada: 42,15% dos entrevistados disseram descender de apenas quatro povos: italianos, portugueses, espanhóis e alemães, o que não é nenhuma surpresa, haja vista que quase 90% da imigração para o Brasil foi composta por estas quatro nacionalidades. Porém, foi alto o número de pessoas brancas (45,53%), que apenas disseram ser de ancestralidade "brasileira", não conseguindo apontar um país específico. Os brasileiros brancos se mostram bem diferentes dos norte-americanos: no censo oficial dos Estados Unidos, 92% dos brancos conseguem especificar o país de onde vieram seus ancestrais.

### Renda mensal
A pesquisa de 1998 também mostrou que o grupo branco não é homogêneo do ponto de vista econômico. Os descendentes de árabes ou judeus são os mais bem sucedidos economicamente. O salário mensal dos brasileiros brancos de origem judaica era de R$ 2.047,24 e dos árabes de R$ 1.759,26. No grupo intermediário estavam os descendentes de italianos (R$1.135.66), de espanhóis (R$ 1.134,55), de portugueses (R$ 1.071,97), de japoneses (R$ 1.038,87 - dos que se identificaram como "brancos") e de alemães (R$ 976,59). Por outro lado, os brancos que recebiam menos foram aqueles que apontaram ancestralidade brasileira, africana, negra ou indígena. O salário mensal de um branco de origem brasileira era de R$ 778,09, de origem africana R$ 698,84, negra R$ 651,16 e indígena R$ 645,93.
A pesquisa mostra, claramente, que os brasileiros brancos descendentes de imigrantes mais recentes estavam no topo da pirâmide social, enquanto que os brancos que apontaram origem "brasileira" ou origem não europeia (africana ou indígena) ganhavam salários significativamente menores. Interessante notar que, mesmo entre os pardos, quem apontou alguma ascendência estrangeira tinha uma renda cerca de 50% superior a quem apontou somente ascendência brasileira. Por exemplo, os pardos que apontaram ter ascendência italiana ganhavam mensalmente R$ 655,50, enquanto que os pardos que apontaram somente ascendência brasileira ganhavam R$ 431,64.
Porém, a renda mensal de um brasileiro branco, independentemente de sua origem ancestral, foi de R$ 848,41, maior do que entre indígenas (R$ 515,07), pardos (R$ 440,14) e pretos (R$ 400,84).
Outro estudo, de 2017, também encontrou contexto semelhante. A pesquisa, desenvolvida pelo pesquisador do IPEA Leonardo Monasterio, concluiu que os brasileiros com sobrenome japonês são os que ganham mais (73,40 reais por hora). Em seguida, aparecem os brasileiros brancos com sobrenome italiano (51,80 reais por hora), alemão (48,10 reais por hora), europeu do leste (47,60 reais por hora) e ibérico (33,90 reais por hora). O sobrenome ibérico é problemático, pois não inclui somente os descendentes recentes de portugueses e espanhóis, "mas principalmente o que se poderia chamar de um substrato original "brasileiro", da época da colonização. Além do mais, os resultados podem ser distorcidos pelo fato de muitos brasileiros de sobrenome ibérico e com alguma ascendência africana ou indígena afirmarem ser brancos.
Os brasileiros que ganham menos foram aqueles que se declararam como "pardos" (27,80 reais por hora), "negros" (26,50 reais por hora) ou "indígenas"(26,10 reais por hora).
O estudo não objetivou encontrar as causas dessas diferenças salariais, porém hipóteses foram levantadas por pesquisadores, como a concentração geográfica de brasileiros com sobrenomes não ibéricos nas regiões Sul e Sudeste, onde os salários são mais altos (portanto, a "região" teria muito mais relevância nos salários do que as "etnias"). Outra explicação é o maior nível de escolaridade dessas pessoas. Também foram aventadas diferenças culturais: "os imigrantes e depois seus descendentes foram os primeiros a ter acesso a empregos formais no Brasil e à educação", segundo a socióloga Rosana Baeninger, da Unicamp.
Há também explicações históricas de uma vantagem inicial aos descendentes de imigrantes: os subsídios recebidos pelos ancestrais ao chegarem ao Brasil; a imigração em um momento crucial de transição do trabalho escravo para o assalariado e a própria escolha dos imigrantes de se estabelecerem em regiões brasileiras que já eram promissoras economicamente. Regiões brasileiras do Sul e do Sudeste que receberam imigrantes dinamizaram suas economias, devido ao aumento da demanda por bens e serviços, gerando externalidades em diversos setores da economia local. O aumento da população criou um novo mercado consumidor, o que impulsionou a industrialização, por exemplo.
Os descendentes de imigrantes podem ter herdado uma vantagem familiar também, que foi passada de geração em geração. Taxas de matrícula de crianças de 5 a 14 anos nas escolas superavam os 70% na Alemanha já na década de 1860 (já na década de 1830, na Prússia); as taxas eram de cerca de 30% na Itália, em 1870. No Brasil, apenas 10% das crianças estavam matriculadas em escolas, em 1900. O nível educacional era muito baixo no Brasil, mesmo em comparação com outros países pobres. Em 1920, apenas 23% dos brasileiros de todas as idades sabiam ler e escrever. Em geral, os imigrantes não eram altamente qualificados em seus países de origem, mas sua dotação de capital humano era provavelmente mais alta do que a dos brasileiros: 52% dos estrangeiros eram alfabetizados. "Uma larga parcela de imigrantes era pobre e mal educada, mas fizeram a diferença em um país (Brasil) cuja população se encontrava em situação ainda pior", explicou Monastiero.
No Brasil, a educação básica somente se tornou obrigatória em 1934, quase dois séculos depois da Prússia (hoje Alemanha). Devido à ausência de escolas públicas fornecidas pelo Estado Brasileiro, muitos imigrantes tiveram que se organizar e criar suas próprias escolas, para educar seus filhos. A tabela abaixo mostra que, no que concerne ao acesso à educação, o Brasil estava atrás de todas as nações que forneceram muitos imigrantes ao país, naquela época.
| Ano de Introdução da Educação Obrigatória e Proporções de Inscrição Primária em 1870 e em 1900 | Ano de Introdução da Educação Obrigatória e Proporções de Inscrição Primária em 1870 e em 1900 | Ano de Introdução da Educação Obrigatória e Proporções de Inscrição Primária em 1870 e em 1900 | Ano de Introdução da Educação Obrigatória e Proporções de Inscrição Primária em 1870 e em 1900 |
| País                                                                                           | Ano de introdução da educação obrigatória                                                      | Crianças matriculadas na escola primária (1870)                                                | Crianças matriculadas na escola primária (1900)                                                |
| ---------------------------------------------------------------------------------------------- | ---------------------------------------------------------------------------------------------- | ---------------------------------------------------------------------------------------------- | ---------------------------------------------------------------------------------------------- |
| Prússia (Alemanha)                                                                             | 1763                                                                                           | 73%                                                                                            | 77%                                                                                            |
| Espanha                                                                                        | 1838                                                                                           | 40%                                                                                            | 48%                                                                                            |
| Portugal                                                                                       | 1844                                                                                           | 13%                                                                                            | 19%                                                                                            |
| Japão                                                                                          | 1871                                                                                           | 18%                                                                                            | 51%                                                                                            |
| Itália                                                                                         | 1877                                                                                           | 29%                                                                                            | 38%                                                                                            |
| Brasil                                                                                         | 1934                                                                                           | 6%                                                                                             | 10%                                                                                            |

Outra explicação é o próprio preconceito racial existente no Brasil, que eventualmente poderia dar vantagens no mercado de trabalho aos brancos e orientais. Salienta-se que o estudo descartou qualquer "superioridade inata, pois o próprio conceito biológico de raça não faz sentido".
| Japonês           | 73,40 |
| Italiano          | 51,80 |
| Alemão            | 48,10 |
| Europeu do leste  | 47,60 |
| Ibérico (brancos) | 33,90 |
| Pardo             | 27,80 |
| Negro             | 26,50 |
| Indígena          | 26,10 |

Em 2010, o sociólogo Karl Monsma já havia feito trabalho que buscava explicar as diferenças socioeconômicas entre brasileiros negros e descendentes de imigrantes com base em uma vantagem inicial. Entre as explicações, o pesquisador apontou que a própria chegada de grande número de imigrantes, no início do século XX, barateou a mão de obra nas fazendas, o que prejudicou os negros e outros brasileiros. Em cada nacionalidade imigrante, havia uma elite escolarizada com a qual os compatriotas podiam contar para lutar contra os abusos dos fazendeiros e da polícia. Essa ajuda também vinha dos Consulados, onde os imigrantes recebiam assistência para a defesa dos seus direitos. Entre os negros, não havia uma elite, nem tampouco Consulado que os pudesse auxiliar. Além do mais, o nível de escolaridade entre os brasileiros brancos e os imigrantes europeus era muito maior que entre negros e mulatos, o que impedia que os últimos tivessem acesso a melhores empregos e salários. Com a ascensão social, os imigrantes e descendentes passaram a controlar um número crescente de postos de trabalho e favoreciam os seus semelhantes, internalizando o racismo, excluindo o negro de posições de poder e estigmatizando-o como moralmente inferior.
Pesquisa de 2015 do IBGE também encontrou diferença salarial entre os brasileiros, com base na cor ou raça. Entre os 10% mais ricos, 79,5% eram brancos e 18,2% pretos ou pardos. Por sua vez, entre os 10% mais pobres, os brancos eram somente 22,6%, e os pretos ou pardos 76%.

### Identificação como brasileiros

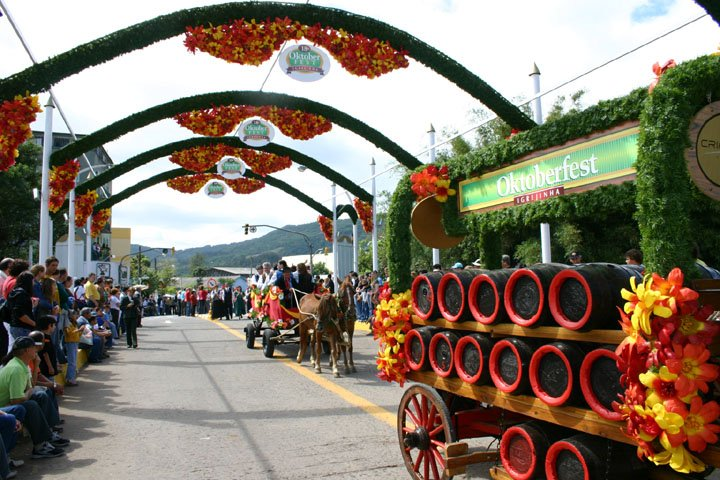
Desfile durante a Oktoberfest de Igrejinha, no Rio Grande do Sul.

A pesquisa mostrou, também, o grau de identificação como "brasileiros" entre os brancos. Como já apontado, 45,53% dos entrevistados que se disseram brancos identificaram a sua ancestralidade como "brasileira", sem especificar nenhuma outra origem. Outros 37,58% também identificaram sua origem como brasileira, porém também apontaram uma ancestralidade estrangeira. Portanto, 83,11% dos brancos identificaram a sua ancestralidade como brasileira, sozinha ou combinada com outra (italiana, portuguesa etc).
Os descendentes de imigrantes mais recentes identificam a sua origem mais fortemente com o país de onde saíram seus antepassados. Isso varia de região para região: enquanto que em Recife (Pernambuco), independentemente da cor ou raça do entrevistado, 96% das pessoas se identificaram como brasileiras, essa porcentagem caiu para 83% em São Paulo e para 70% em Porto Alegre, regiões de imigração mais recente. Mais da metade de todos os grupos ancestrais se identificaram também como brasileiros. O grupo branco que mais se identifica como brasileiro é, curiosamente, o judeu que, apesar de ter vindo de lugares longínquos, como a Polônia, quase 60% marcaram sua ancestralidade como judaica e brasileira. Portugueses, italianos e espanhóis também se identificaram fortemente como brasileiros, mais da metade de todos. O único grupo que fugiu à regra foram os alemães, menos da metade (48,60%) se identificando como alemão e brasileiro, índice apenas superado pelos japoneses (41,10%).
A pesquisa também mostrou que, quanto mais jovem é a pessoa, maior a identificação como brasileira. Os idosos tendem a identificar mais fortemente a origem dos ancestrais e os jovens mais se identificam como brasileiros, denotando o progressivo grau de assimilação dos grupos imigrantes no país.

## Genética

### DNA autossômico
| Ancestralidade genética dos brasileiros brancos | Ancestralidade genética dos brasileiros brancos | Ancestralidade genética dos brasileiros brancos | Ancestralidade genética dos brasileiros brancos |
| Região                                          | Europeia                                        | Africana                                        | Indígena                                        |
| ----------------------------------------------- | ----------------------------------------------- | ----------------------------------------------- | ----------------------------------------------- |
| Minas Gerais                                    | 70,8%                                           | 16,1%                                           | 13,1%                                           |
| Região Norte                                    | 74,2%                                           | 13,7%                                           | 12,1%                                           |
| Região Nordeste                                 | 71,1%                                           | 14,2%                                           | 14,7%                                           |
| Região Sul                                      | 81,9%                                           | 8,9%                                            | 9,2%                                            |
| São Paulo                                       | 77,9%                                           | 11,6%                                           | 10,5%                                           |

De acordo com um estudo genético de 2018, o componente europeu que predomina no Brasil é proveniente de "Portugal/Oeste da Espanha", o que diferencia o Brasil de outros países latino-americanos analisados (México, Colômbia, Peru e Chile), onde a ancestralidade europeia proveniente do "Centro/Sul da Espanha" é a mais importante. Entre os brasileiros, também foi encontrada substancial ancestralidade italiana e alemã, sobretudo na região Sul. O estudo também concluiu que apenas 1% da ancestralidade dos brasileiros tem origem judaica sefardita.
De acordo com um estudo genético de 2014, os brasileiros que se classificaram como pardos apresentaram 64,7% de ancestralidade europeia, 25,3% africana e 10% indígena. Por sua vez, os que disseram ser brancos tiveram 84,6% de ancestralidade europeia, 9,7% africana e 5,6% indígena e os negros 53,6% africana, 38,1% europeia e 8,3% indígena. De maneira geral, os brasileiros, sejam pardos, brancos ou negros, apresentam as três ancestralidades (europeia, africana e indígena), variando apenas o grau. Ademais, os pardos têm mais ancestralidade europeia do que africana ou indígena.
Conforme estudo genético realizado em 2019, com a participação de 15.105 indivíduos de seis capitais brasileiras, revelou que, entre os brasileiros que se classificaram como brancos, todas as capitais apresentaram alto grau de ancestralidade europeia, superior a 80%. O maior valor foi encontrado em Porto Alegre, com 86,5%.
Segundo outro estudo, aqueles que se identificaram como brancos no Rio de Janeiro revelaram ter, em média, 86,4% de ascendência europeia.
Conforme estudo genético de 2009, os brasileiros brancos, de norte a sul do país, têm, em geral, mais de 70% de ancestralidade europeia, mas havendo variações regionais. Os brancos de Minas Gerais tiveram 70,8% de ancestralidade europeia, 16,1% africana e 13,1% indígena, ao passo que os brancos da Região Sul do Brasil tiveram 81,9% de ancestralidade europeia, 9,2% indígena e 8,9% africana. Os pesquisadores apontaram que a população branca do Brasil, assim como a maioria dos outros brasileiros, é resultado de séculos de miscigenação entre europeus, africanos e índios, mas com nítido predomínio de ancestralidade europeia. Ainda conforme o estudo, mesmo entre os brasileiros negros, a ancestralidade europeia deles chega a 37,1%.

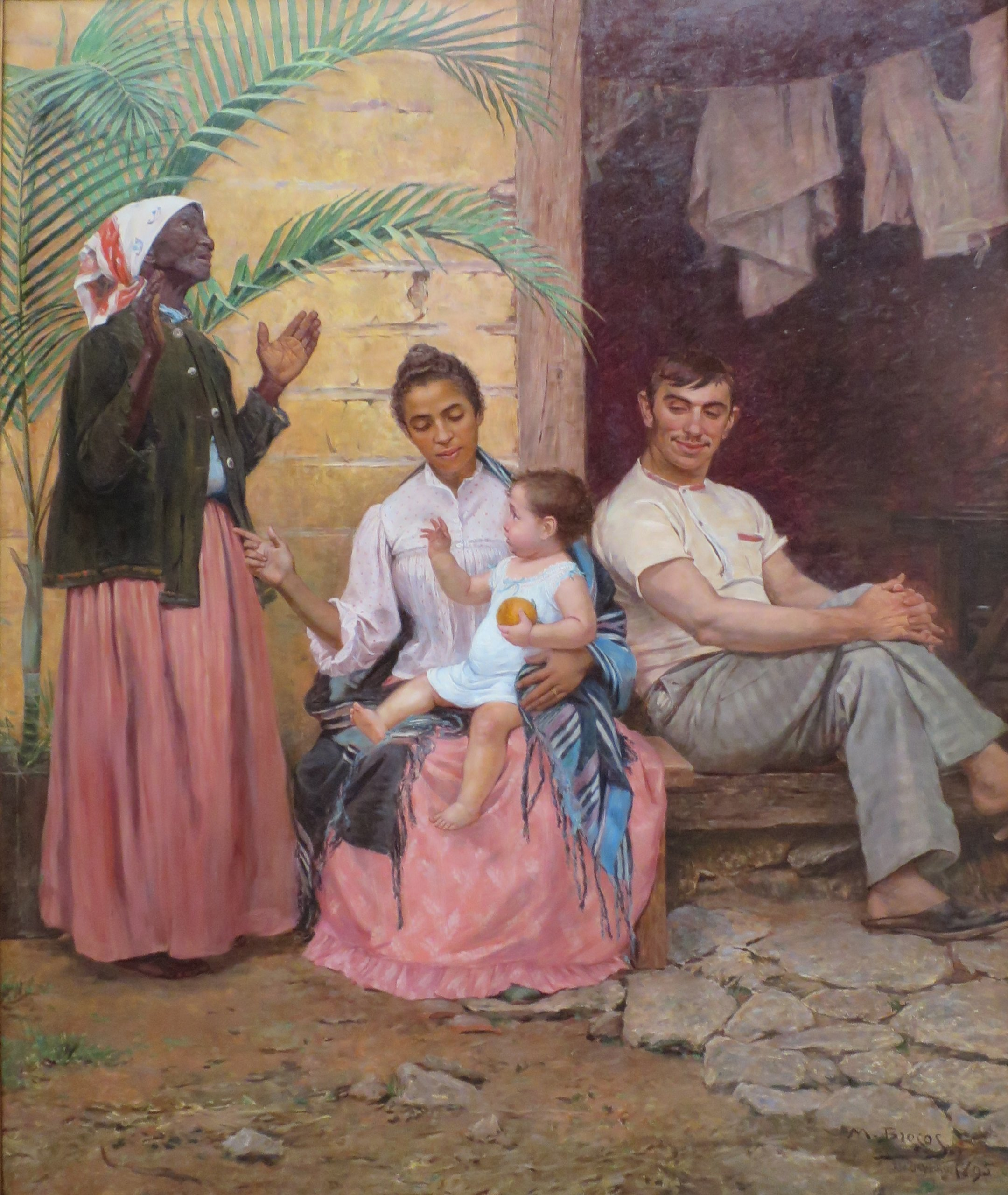
Obra Redenção de Can (1895). Avó negra, filha mulata, genro e neto brancos, para o governo brasileiro da época, a cada geração o brasileiro ficaria mais branco. Quadro de Modesto Brocos y Gomes.

Os brasileiros ("brancos", "pardos" e "negros"), no geral, possuem ancestralidades europeia, africana e indígena. A europeia sendo importante sobretudo nos "brancos" e "pardos". A ancestralidade "africana" é maior entre os "negros". A ancestralidade indígena encontra-se presente em todas as regiões, em "brancos", "pardos" e "negros" brasileiros, embora tendendo a um grau menor.
De acordo com um estudo feito em 2010 pela Universidade Católica de Brasília e publicado no American Journal of Human Biology, a herança genética europeia é a predominante no Brasil, respondendo por volta de 80% do total, sendo que no Sul esse percentual é mais alto e chega a 90%. Os resultados também mostram que, no Brasil, indicadores de aparência física, como cor da pele, dos olhos e dos cabelos, têm relativamente pouca relação com a ascendência de cada pessoa (ou seja, o fenótipo de uma pessoa não indica claramente o seu genótipo) Esse estudo foi realizado com base em amostras de testes de paternidade gratuitos, conforme exposto pelos pesquisadores: "os teste de paternidade foram gratuitos, as amostras da população envolvem pessoas de variável perfil socioeconômico, embora provavelmente com um viés em direção ao grupo dos 'pardos'".
De acordo com um estudo de DNA autossômico de 2008, conduzido pela Universidade de Brasília (UnB), com "brancos", "pardos" e "negros", a ancestralidade europeia é a predominante em todas as regiões do Brasil, respondendo por 65,90% da herança da população, seguida de uma grande contribuição africana (24,80%) e de uma contribuição indígena menor (9,3%).
De acordo com o estudo autossômico de 2011, com aproximadamente 1000 amostras de brasileiros "brancos", "pardos" e "negros", levado a cabo pelo geneticista brasileiro Sérgio Pena, o componente europeu é o predominante na população do Brasil, em todas as regiões nacionais, com contribuições africanas e indígenas. De acordo com esse estudo, a ancestralidade europeia responde por 70% da herança da população brasileira. Esse estudo foi realizado com base em doadores de sangue, sendo que a maior parte dos doadores de sangue no Brasil vêm das classes mais baixas (além de enfermeiros e demais pessoas que laboram em entidades de saúde pública, representando bem, assim, a população brasileira). Esse estudo constatou que os brasileiros de diferentes regiões são geneticamente muito mais homogêneos do que se esperava, como consequência do predomínio europeu (o que já havia sido mostrado por vários outros estudos genéticos autossômicos, como se pode ver abaixo). "Pelos critérios de cor e raça até hoje usados no censo, tínhamos a visão do Brasil como um mosaico heterogêneo, como se o Sul e o Norte abrigassem dois povos diferentes", comenta o geneticista. "O estudo vem mostrar que o Brasil é um país muito mais integrado do que pensávamos." A homogeneidade brasileira é, portanto, muito maior entre as regiões do que dentro delas, o que valoriza a heterogeneidade individual. Essa conclusão do trabalho indica que características como cor da pele são, na verdade, arbitrárias para categorizar a população.
Outro estudo genético autossômico, de 2009, também indica que a ancestralidade europeia é mais importante, seguida da africana, e depois da ameríndia. "Todas as amostras (regiões) encontram-se mais perto dos Europeus do que dos africanos ou dos mestiços do México", do ponto de vista genético.
Um estudo genético de 2013, com base em populações urbanas de várias partes do Brasil, chegou à seguinte conclusão: "seguindo um gradiente Norte Sul, a ancestralidade europeia foi a principal em todas as população urbanas (com valores até 74%). As populações do Norte têm proporção significativa de ancestralidade indígena que é duas vezes maior do que a contribuição africana. No Nordeste, Centro-Oeste e Sudeste, a ancestralidade africana foi a segunda mais importante. Todas as populações estudadas são no geral miscigenadas, sendo a variação maior entre indivíduos do que entre populações".
Um estudo genético de 2015, o qual também analisou dados de 25 estudos de 38 diferentes populações brasileiras concluiu que: a ancestralidade europeia é quem mais contribuiu para a ancestralidade dos brasileiros, seguida da ancestralidade africana, e ameríndia. O percentual encontrado foi: 62% de contribuição europeia, 21% africana e 17% indígena. A região sul tem o maior percentual de ancestralidade europeia (77%). A região nordeste tem o maior percentual de contribuição africana (27%). E a região norte tem o maior percentual de contribuição indígena (32%).

### Linhagens paternas e maternas
Através de um importante mapeamento genético, chegou-se à conclusão que o brasileiro identificado como "branco" é descendente quase que exclusivamente de europeus do lado paterno (90%) (haplogrupos paternos encontrados no cromossomo y). Já no lado materno (haplogrupos maternos, DNA mitocondrial), apresenta 33% de linhagens ameríndias, 28% de africanas e 39% de européias. Isso é explicado historicamente: no início da colonização, nem todos colonos portugueses trouxeram suas mulheres, o que acarretou no relacionamento entre homens portugueses com mulheres indígenas e, mais tarde, com as africanas. As linhagens paternas e maternas permitem inferir o padrão de relacionamento no Brasil Colônia: homens europeus (que controlavam o lugar) com mulheres europeias e não europeias. A absorção de ancestralidade indígena deu-se através de mulheres indígenas. O que aconteceu foi que muitos dos frutos dessas uniões iniciais vieram a se casar com recém chegados da Europa, dessa forma diluindo a contribuição não europeia. As linhagens maternas e paternas não determinam nem o fenótipo nem o coeficiente de "mistura". São retratos de apenas uma linhagem, de antepassado remoto, não servindo para quantificar o grau de ancestralidade em uma determinada população, o que é possível somente estudos através de DNA autossômico, os quais revelam todos os antepassados de uma dada pessoa, e não apenas uma linhagem materna ou paterna. Nos Brasileiros "brancos" e "pardos" a ancestralidade autossômica (a soma dos antepassados de um determinado indivíduo)tende na maior parte dos casos, de acordo com os estudos genéticos já levados a cabo, a ser predominantemente europeia, com um DNA mitocondrial (linhagem materna) não europeu (o que acusa uma antepassada não europeia em algum lugar no passado na linhagem materna), o que é explicado por sucessivas casamentos de mulheres brasileiras com novos colonizadores, durante a formação do povo brasileiro.

## Demografia

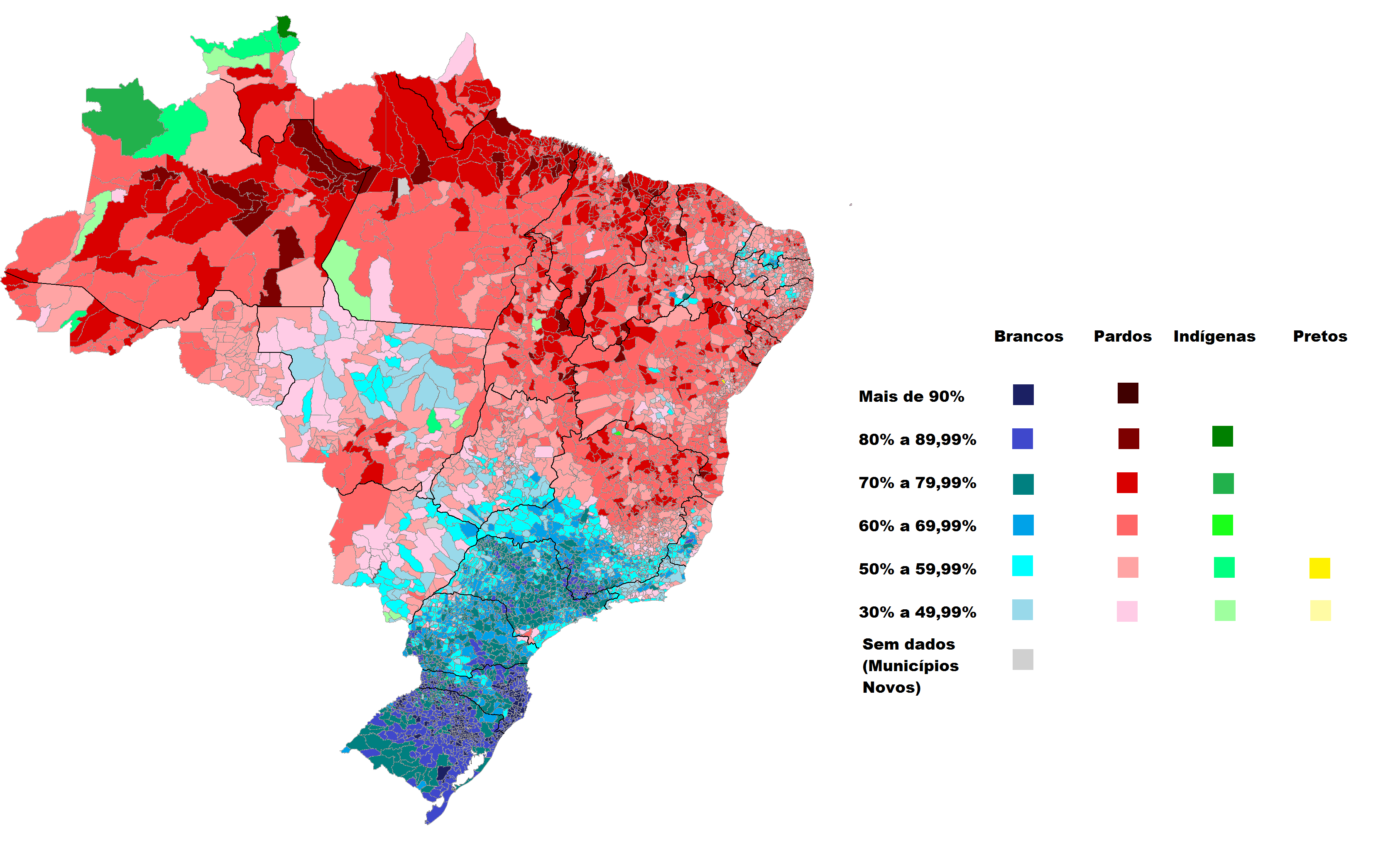
Mapa do Brasil, mostrando que a maior concentração de brancos se dá no Sul e no Sudeste do país (censo de 2010)

A distribuição de pessoas brancas pelo território brasileiro não é uniforme, devido a fatores históricos de colonização e povoamento. O Sul do Brasil é, historicamente, a região com maior percentual de brancos, somando hoje 78,5%. A Região Sul tem uma maioria branca desde os tempos coloniais, devido à menor presença de índios e negros e à significativa imigração de casais açorianos para a região, no século XVIII. Ainda no século XIX, tratava-se de uma região muito pouco povoada, após a redução da população nativa do Brasil. A chegada de imigrantes, em sua maioria alemães e italianos, teve um enorme peso demográfico, pois povoaram regiões anteriormente vazias ou habitadas pelos índios. O Sudeste do Brasil também é uma região de maior percentual de brancos, compondo hoje 49,9%, pois foi grande receptor de imigrantes europeus, como portugueses, italianos e espanhóis. Porém, o componente negro africano e mestiço  foi de fundamental importância étnica regional. No restante do país, o número de brancos é superado pelo número de pardos.
Segundo pesquisa de Estados do Brasil por porcentagem de raça feita pelo IBGE segundo dados de 2007, regiões do Nordeste como o Recôncavo baiano e a maior parte litorânea são em sua maioria de mestiços, como mulatos e mamelucos ou mesmo uma mistura dos três grupos étnicos, além de uma boa parcela de caboclos, seguidos de brancos.
A demografia das etnias brasileiras é um tema delicado: nos censos mais recentes, a prática mais aceita quanto a etnia era deixar a atribuição de etnia que a pessoa entrevistada tem de si própria. Os dados do censo, portanto, não refletem a ascendência genética, mas a autoconsciência cultural sobre a própria etnia.

### Por estado

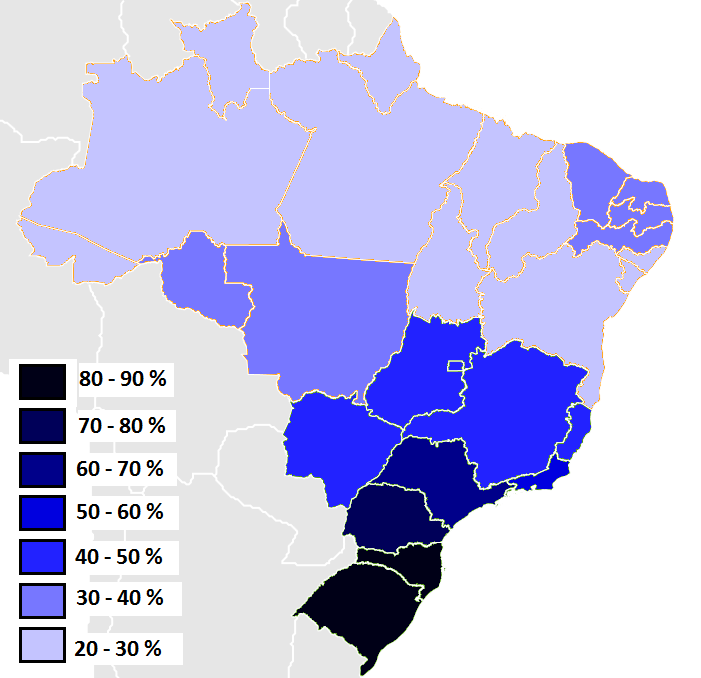
Estados de acordo com a percentagem de brancos em 2009.

Os estados com maior percentual de cidadãos brancos são: Rio Grande do Sul (78,42%), Santa Catarina (76,28%), Paraná (64,57%) e São Paulo (57,78%).  Essas unidades federativas foram predominantemente povoadas por imigrantes italianos, alemães, eslavos (poloneses e ucranianos), portugueses e espanhóis. Os outros estados brasileiros são aqueles cuja população branca é principalmente de ascendência portuguesa. Em números absolutos, os brasileiros brancos habitam sobretudo o estado de São Paulo, com mais de 25 milhões de pessoas, seguido do Rio Grande do Sul, com quase nove milhões. Outras unidades federativas com taxas significativas são: Mato Grosso do Sul (42,38%), Rio de Janeiro (41,98%), Minas Gerais (41,08%), Distrito Federal (39,98%), Rio Grande do Norte (39,49) e Espírito Santo (38,58%).
Dados de 2022:
1. Rio Grande do Sul: 78,4% (8.534.229)
2. Santa Catarina: 76,3% (5.805.552)
3. Paraná: 64,6% (7.389.932)
4. São Paulo: 57,8% (25.661.895)
5. Mato Grosso do Sul: 42,4% (1.168.407)

Os estados brasileiros com as menores percentagens de brancos estão situados nas regiões Norte e Nordeste do Brasil. Ambas têm uma forte influência africana e indígena em suas populações. Três unidades federativas da Região Centro-Oeste e duas da Região Sudeste também possuem percentagens menores de brancos.

### Por região
Segundo o censo do IBGE de 2022, a região Sudeste concentra quase metade da população branca de todo o Brasil (47,95%) e o Sul 24,62%. Portanto, 72,57% dos brancos brasileiros vivem nessas duas regiões.
As grandes regiões do Brasil por porcentagem de indivíduos brancos (dados de 2022):
1. Região Sul: 78,52% de brancos (21.729.713 de pessoas)
2. Região Sudeste: 49,88% (42.318.768)
3. Região Centro-Oeste: 37,04% (6.033.775)
4. Região Nordeste: 26,66% (14.571.557)
5. Região Norte: 20,73% (3.598.298)

Segundo pesquisa do Datafolha de 2018, feita com 9.173 pessoas em 341 municípios, os brancos são 36% da população brasileira, sendo maioria somente na região Sul do Brasil (67%) e são o grupo mais numeroso no Sudeste (41%). Nas outras regiões, predominam os pardos, sendo que na região Norte (15%) e no Nordeste (19%) os brancos não chegam a um quarto da população local.

### Por município

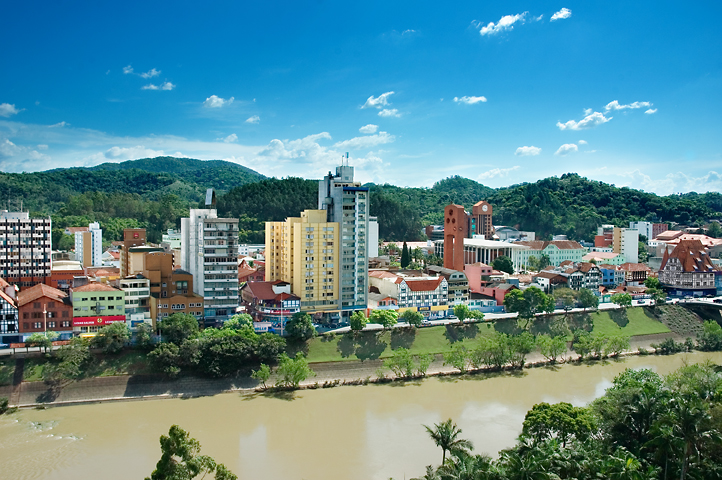
Blumenau, em Santa Catarina, onde 78,99% se declarou branca (2022).

Segundo dados do Censo de 2022, feito pelo IBGE, dos dez municípios brasileiros com maior população autodeclarada branca, seis estavam no Rio Grande do Sul e quatro em Santa Catarina, zonas de tradicional imigração alemã e italiana.
1. Morrinhos do Sul (RS) - 97,46%
2. Forquetinha (RS)  - 97,26%
3. Monte Belo do Sul (RS) - 96,17%
4. Canudos do Vale (RS) - 96,01%
5. Angelina (SC) - 96,01%
6. Centenário (RS) - 95,99%
7. Três Arroios (RS) - 95,99%
8. Cunhataí (SC) - 95,88%
9. Vespasiano Correia (RS) - 95,43%
10. Pedras Grandes (SC) - 95,34%